# U-Boot mit ballistischen Raketen

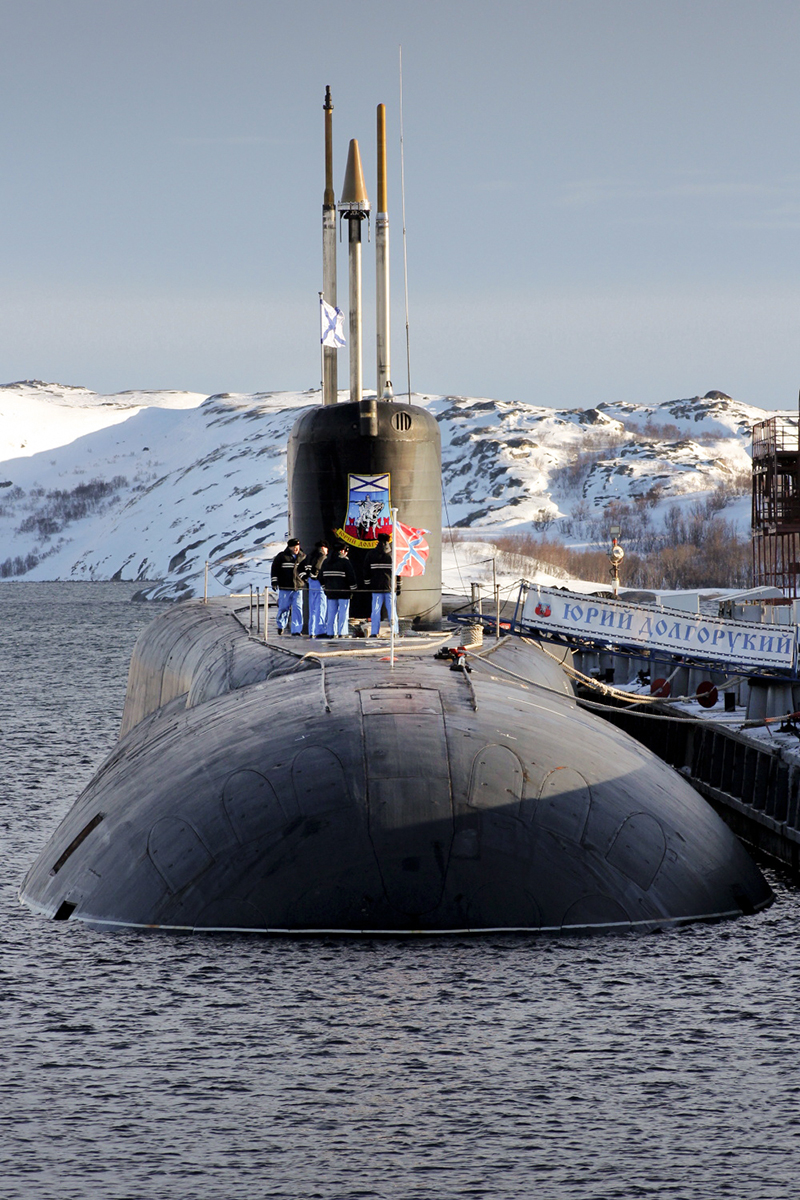
Russisches Boot der Borej-Klasse

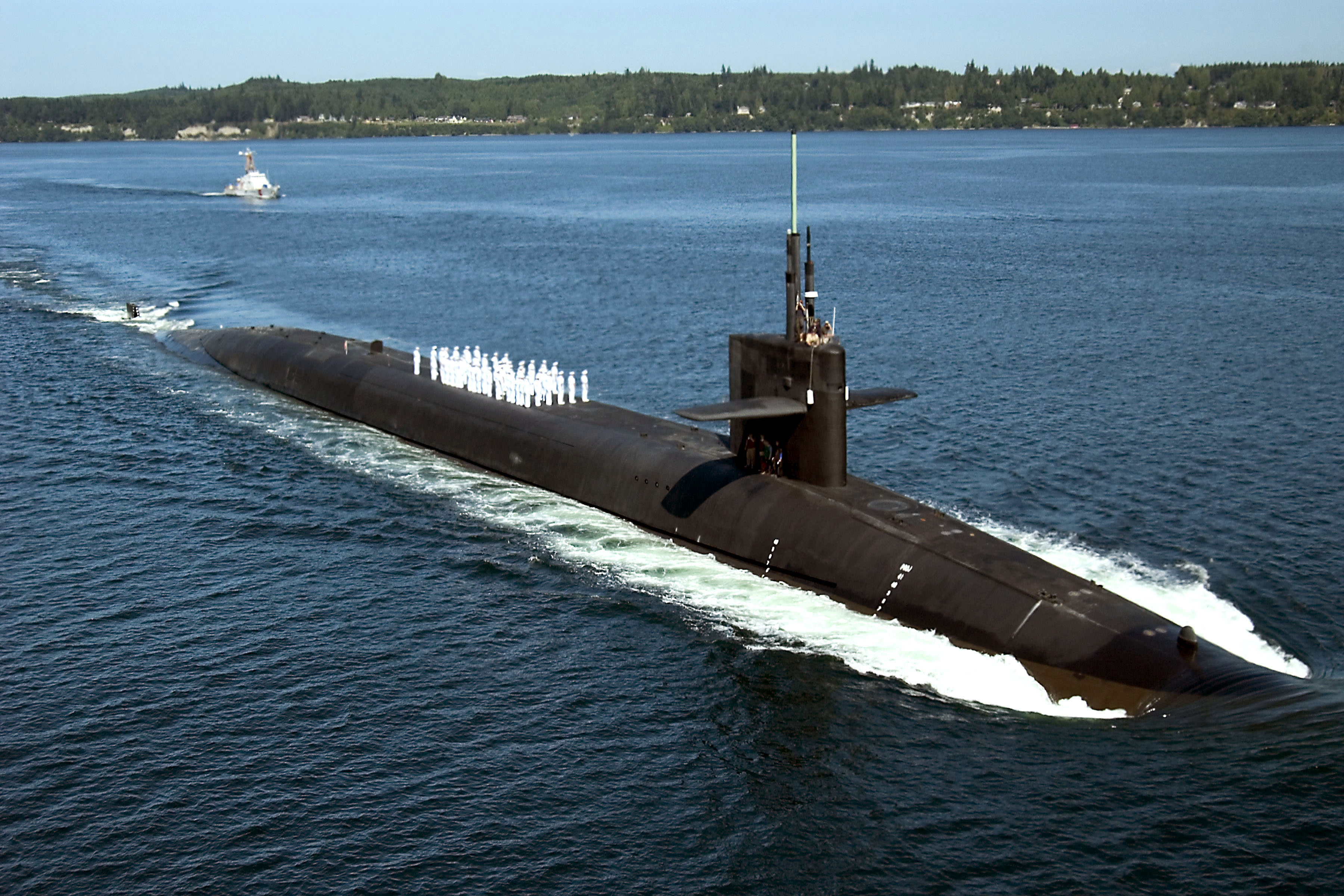
Amerikanisches SSBN der Ohio-Klasse

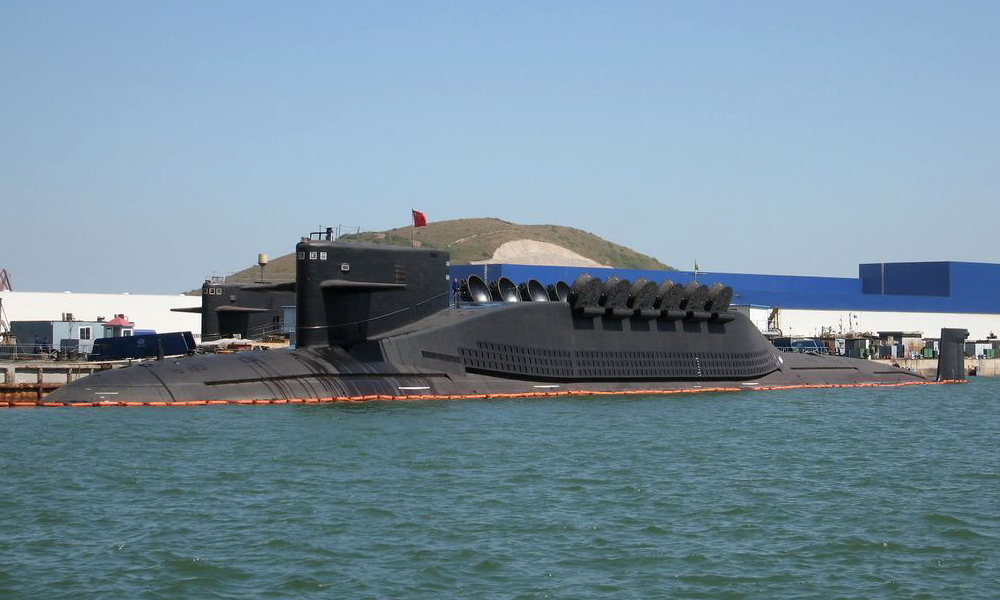
Chinesisches Boot der Jin-Klasse

U-Boote mit ballistischen Raketen oder strategische Unterseeboote sind U-Boote, die dafür ausgelegt sind, ballistische Raketen, speziell Submarine-launched ballistic missiles (SLBM), mitführen und abschießen zu können. Von Anfang an waren dafür in erster Linie mit nuklearem Antrieb versehene Atom-U-Boote (in diesem Fall englisch ship submersible ballistic nuclear oder kurz SSBN, französisch sous-marin nucléaire lanceur d’engins oder kurz SNLE genannt) vorgesehen. Herkömmlich mit Diesel angetriebene Raketen-U-Boote (englisch ship submersible ballistic (SSB), französisch sous-marins lanceurs d’engins balistiques) bilden die Ausnahme zu den Raketen-U-Booten mit Nuklearantrieb.
1944 experimentierte die deutsche Kriegsmarine mit U-Boot-gestützten ballistischen Raketen. 1955 stellte die sowjetische Marine ihr erstes U-Boot mit ballistischen Raketen in Dienst. Um 1960 begann in der Sowjetunion und den USA die Serienfertigung strategischer U-Boote. Im Kalten Krieg entwickelten sie sich zu einem wichtigen Bestandteil der nuklearen Abschreckung, denn bei einem Erstschlag der jeweiligen Feindseite wären U-Boote nur schwer auszumachen und zu zerstören und daher – soweit ein reaktionsfähiges Führungssystem (Command, Control, Cooperation: C³) noch vorhanden ist – in der Lage, Vergeltungsschläge auszuführen. Diese U-Boote sind in der Lage, Raketen dicht an die feindliche Küste heranzutragen und so die Abwehr- und Reaktionsmöglichkeiten des Gegners zu reduzieren.
Alle Staaten, die während des Kalten Krieges Atom-U-Boote mit ballistischen Interkontinentalraketen in Dienst stellten, verfügen bis heute über diese Waffensysteme. Das sind neben den USA und Russland, als Nachfolgemacht der Sowjetunion, ebenfalls Großbritannien, Frankreich und China. Indien stellte 2016 sein erstes SSBN in Dienst, China und Russland bauen weitere SSBN, Großbritannien plant den Bau neuer Boote in den 2020er Jahren. Nordkorea soll zwischen 2012 und 2015 ein SSB in Dienst gestellt haben.
Derzeit stehen weltweit mehr als 30 U-Boote mit ballistischen Raketen in Dienst, die alle nuklear getrieben sind. Sie sind bis zu 170 Meter lang und verdrängen regelmäßig über 15.000 Tonnen. Jedes dieser U-Boote trägt bis zu 24 ballistische Raketen, von denen jede wiederum bis zu zwölf unabhängig zielbare nukleare Sprengköpfe befördern kann. Dabei handelt es sich um Wasserstoffbomben. Die Sprengkraft jedes einzelnen Gefechtskopfes liegt heute in der Regel bei über 100 Kilotonnen TNT-Äquivalent; die 1945 über Hiroshima abgeworfenen Bombe Little Boy hatte im Vergleich dazu 12,5 kt, und die über Nagasaki abgeworfene Bombe „Fat Man“ hatte 22 kt. 1987, während des Kalten Krieges, waren rund 130 Raketen-U-Boote aktiv, darunter auf sowjetischer Seite rund 15 konventionell angetriebene Einheiten.

## Geschichte

### Entwicklung
Während des Zweiten Weltkrieges entwickelten deutsche Forscher mit der A4 (V2) die erste ballistische Rakete. Gegen Ende des Krieges wurde in der Heeresversuchsanstalt Peenemünde eine V2-Version entwickelt, die in einem Startcontainer hinter einem U-Boot geschleppt werden sollte. Jedes U-Boot sollte bis zu drei dieser 36 Meter langen, mit zehn Soldaten bemannten Container durch die Nordsee ziehen. Vor England wäre der Container an die Oberfläche gebracht und die Raketen wären abgefeuert worden. Prototypen testete man bereits an der Ostseeküste, bevor das Projekt 1945 mit der Evakuierung von Peenemünde aufgegeben werden musste. Drei Container waren zu diesem Zeitpunkt bereits im Bau. Der Kommandeur der Heeresversuchsanstalt Walter Dornberger beschrieb das Projekt als „nicht unverheißend“.

### Erste Raketen-U-Boote

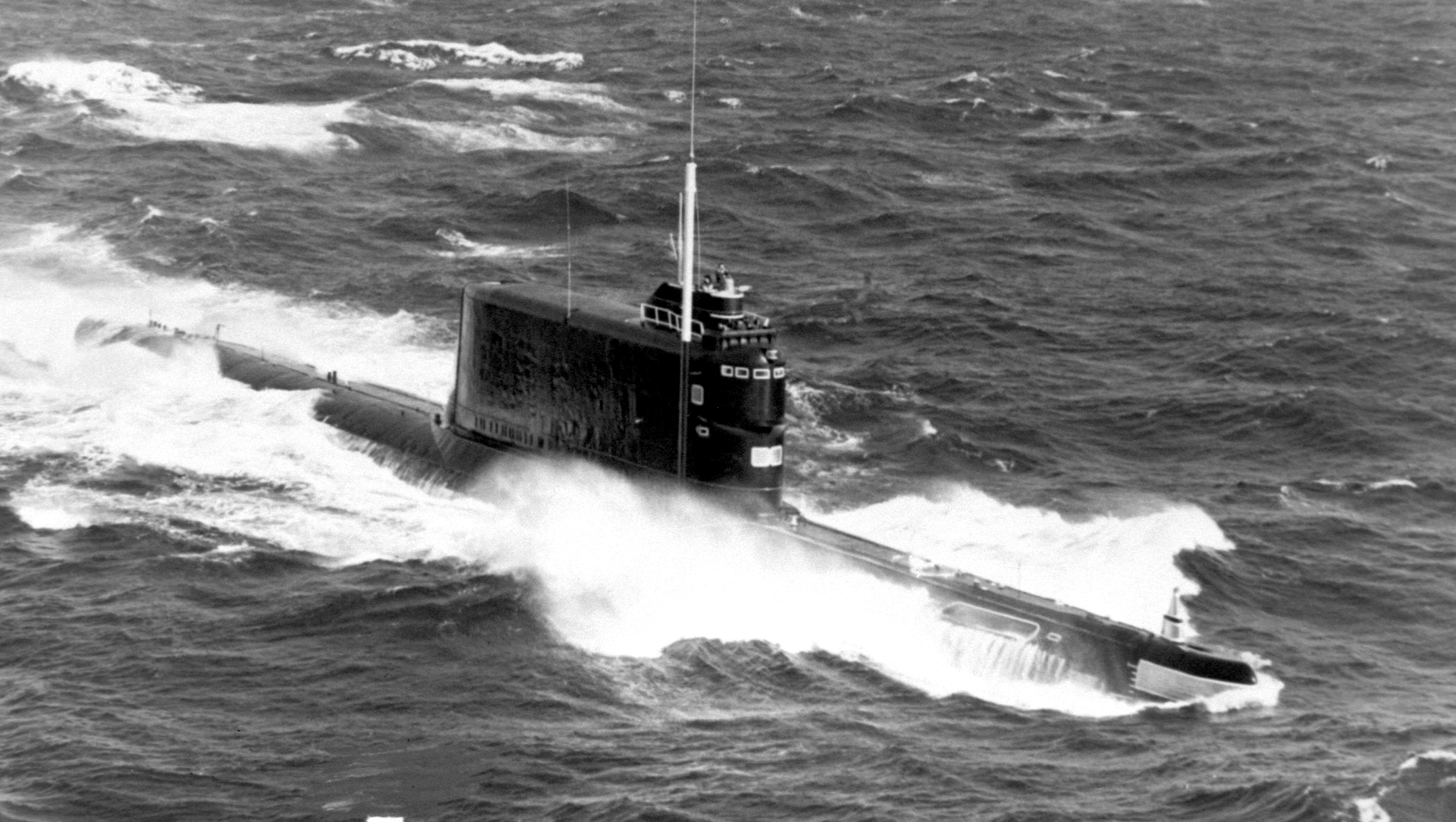
Frühes sowjetisches Golf-Klasse-Boot

Bereits kurz nach dem Krieg starteten Ost und West Entwicklungsarbeiten mit dem Ziel, U-Boote mit ballistischen Raketen ausrüsten zu können. Der Kalte Krieg beschleunigte die Entwicklung. Erste Tests machte die sowjetische Marine. Nach erbeuteten deutschen Unterlagen aus Peenemünde baute man dort fünf U-Boote der Zulu-Klasse zu Raketenträgern um. 1955 feuerte ein U-Boot dieser Klasse erstmals eine ballistische Rakete ab.
Ab 1959 vollendeten dann sowohl die United States Navy als auch die sowjetische Marine die ersten als Raketen-U-Boote geplanten Schiffe. Die Vereinigten Staaten stellten Ende 1959 die George Washington und bis 1961 weitere vier Einheiten der George-Washington-Klasse in Dienst. Die Rümpfe dieser Boote waren eigentlich für Jagd-U-Boote der Skipjack-Klasse vorgesehen gewesen. Durch das Hinzufügen von Startrohren für die Raketen wurden daraus aber die ersten SSBN gefertigt. Die Sowjetunion stellte nur Wochen später das erste Boot ihrer Golf-Klasse in Dienst, die wie die Zulus einen dieselelektrischen Antrieb in einem Raketen-U-Boot implementierte. Diese blieben die einzigen konventionell betriebenen Raketen-U-Boote. 1961 stellte auch die Sowjetunion schließlich ein atomgetriebenes U-Boot mit ballistischen Raketen in Dienst; es gehörte der Hotel-Klasse an.
Die sowjetischen Boote mussten zum Abschießen der Raketen auftauchen und dann an der Oberfläche stabilisiert werden, was insgesamt rund 90 Minuten dauerte. Die US Navy hingegen konnte ihre Raketen von getauchten U-Booten aus starten lassen. Am 20. Juli 1960 schoss die George Washington erstmals getaucht eine ballistische Rakete ab. Im Oktober 1961 feuerte die Sowjetmarine erstmals eine U-Boot-gestützte Rakete mit thermonuklearem Sprengkopf ab, ein halbes Jahr später dann auch die US-Navy. Ab Mitte der 1960er Jahre rüstete auch die sowjetische Marine ihre Unterseeflotte auf Raketen zum Unterwasserstart um.
Diese ersten Raketen hatten noch sehr begrenzte Reichweiten. Auf amerikanischer Seite kamen die verschiedenen Versionen der UGM-27 Polaris mit Reichweiten zwischen 1000 und 2500 Seemeilen zum Einsatz, die Sowjetunion setzte die R-11 und R-13 ein, die Ziele in Entfernungen bis zu 370 Seemeilen erreichen konnten. Die R-21, ab 1963 eingesetzt, flog 750 Meilen weit.

### Serienfertigung

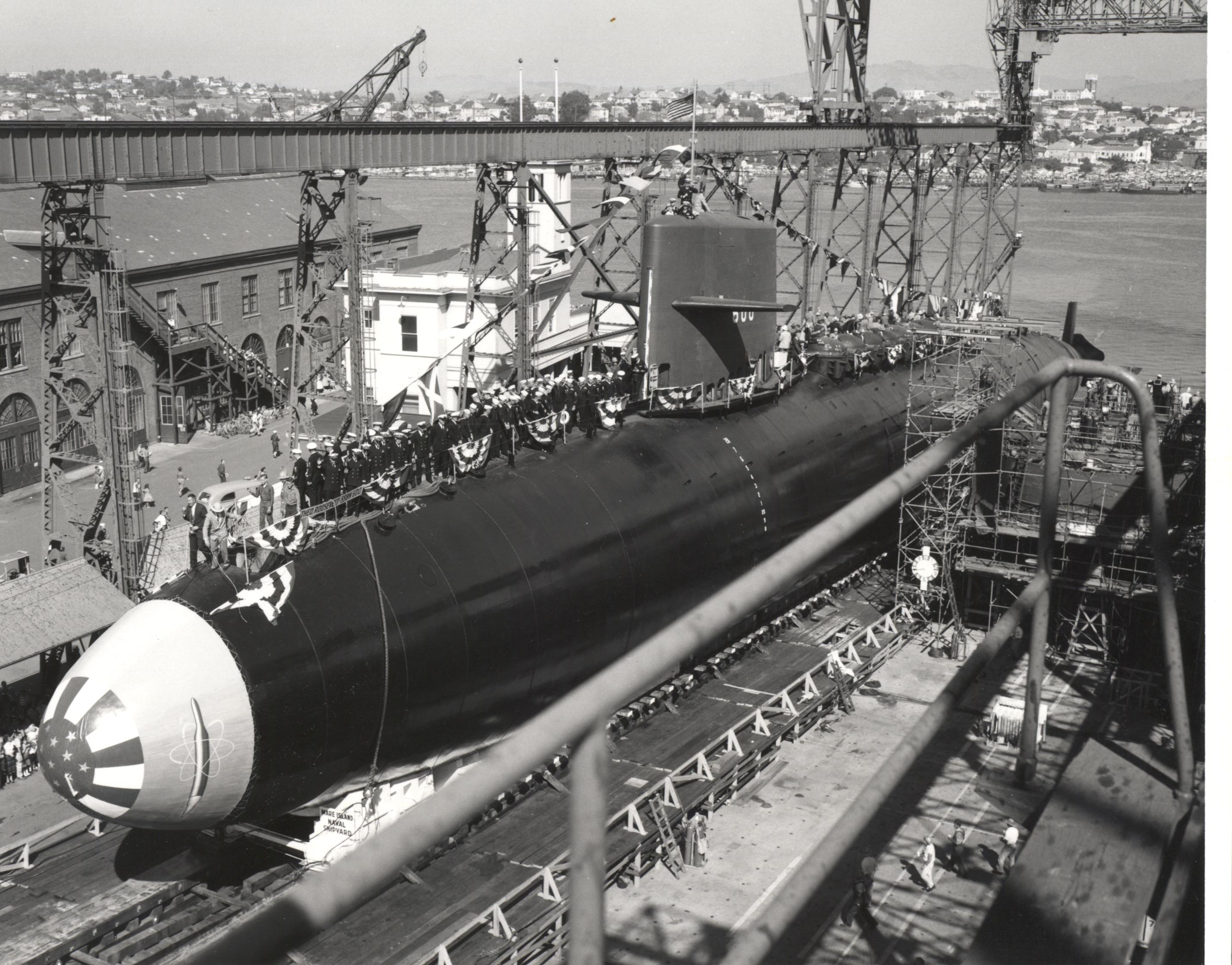
Stapellauf der amerikanischen Theodore Roosevelt

Die Sowjetmarine fertigte in den folgenden Jahren Raketen-U-Boote in großen Stückzahlen. Bis 1964 hatte sie rund 30 Golfs und Hotels in Dienst. Das gelang, da die konventionell getriebenen Boote der Golf-Klasse viel schneller produziert werden konnten als die größeren, komplexeren Atom-U-Boote. So besaß die US Navy 1964 nur 15 Boote, neben denen der Washington-Klasse auch fünf Boote der Ethan-Allen-Klasse und erste Boote der Lafayette-Klasse. China erwarb die Golf-Pläne und fertigte ein Boot der Klasse.
Bereits um 1960 hatte die Sowjetmarine jedoch die Entwicklung neuer SSBN zurückgestellt und ihren Fokus auf landgestützte Raketen gelegt, von den Klassen Golf und Hotel wurden nur noch die bereits georderten Einheiten fertiggestellt. Chruschtschow schuf Ende 1959 die Strategischen Raketentruppen als eigenständige Teilstreitkraft und konzentrierte die strategischen Atomraketen innerhalb dieser. Strategische U-Boote wurden von ihm als unnötig angesehen. Bei der US Navy hingegen nahm die Baugeschwindigkeit in den folgenden Jahren mit steigender Erfahrung zu, bis 1967 hatte sie 41 SSBN in Dienst. Diese Flotte wurde, mit Gedanken an die gewollte Funktion der nuklearen Abschreckung, 41 for Freedom, also 41 für die Freiheit, genannt.
Mitte der 1960er Jahre revidierte die sowjetische Führung ihre Haltung bezüglich der Raketenboote, 1967 wurde die erste Einheit des Projekt 667A in Dienst gestellt, die sich technisch erstmals an westliche Entwürfe annäherte. Zu den frühen Booten kamen in den folgenden Jahren 33 weitere Boote dieser Klasse hinzu. 1971 trat als Resultat der Strategic Arms Limitation Talks eine Begrenzung der SSBN in Kraft. Die Sowjetmarine mit 740 Startrohren auf atomgetriebenen Raketen-U-Booten durfte zwar auf 950 Starter auf 62 Booten aufstocken, aber nur bei gleichzeitiger Außerdienststellung älterer Boote oder landgestützter Interkontinentalraketen. Der US Navy waren, unter gleichen Bedingungen, 44 Boote mit 710 Startrohren erlaubt.

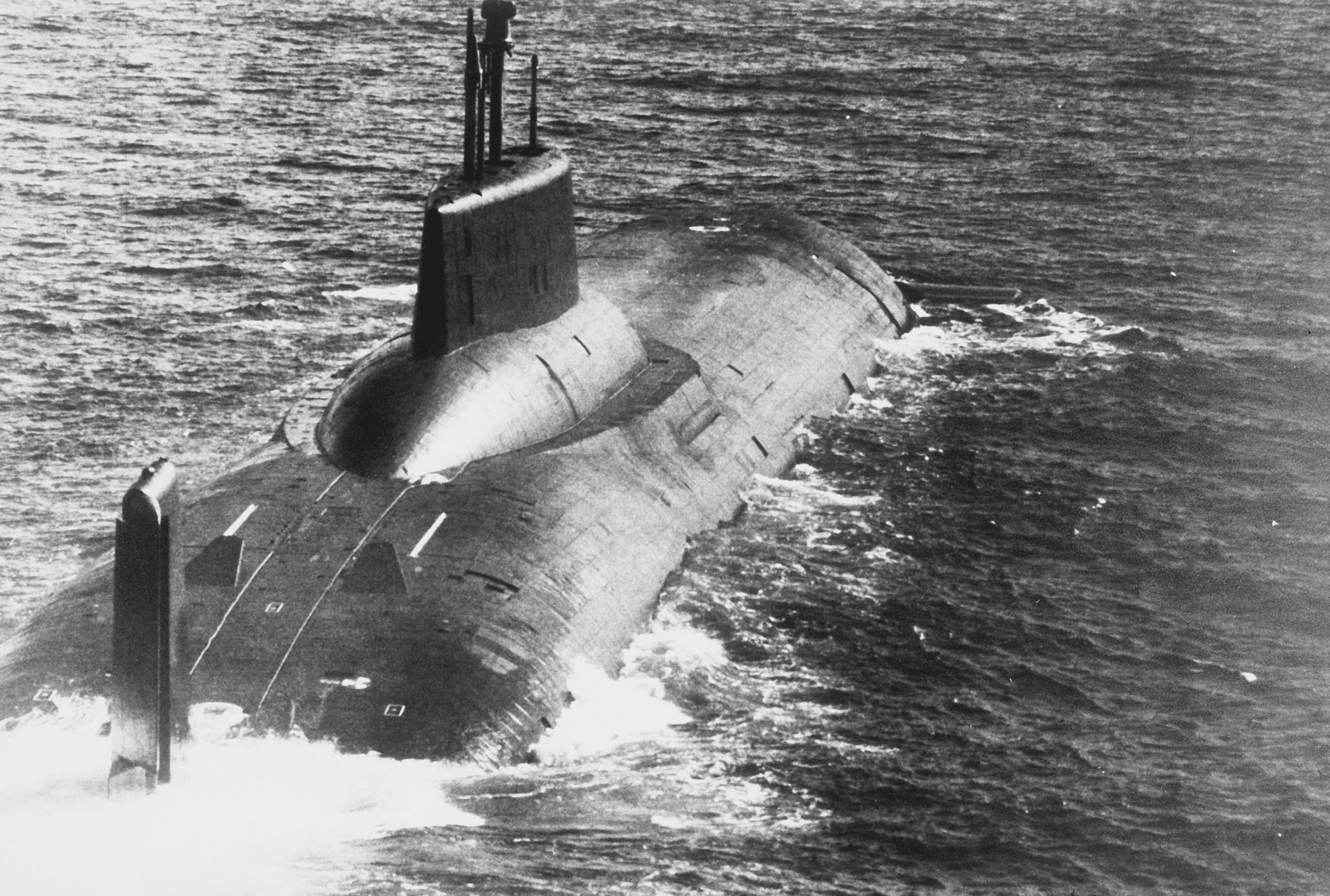
Sowjetisches U-Boot des Projekt 941

Ab 1972 ergänzte die Sowjetmarine ihre Flotte zusätzlich mit den Booten des Typs Projekt 667B (Delta I), die in den Ausbaustufen 667BD (II) und 667BDR (III) bis 1982 36 Einheiten erhielt. Da sie dafür nur wenige U-Boote der Hotel- und Golf-Klasse und später Yankee-Klasse deaktivierte oder zu Jagd-U-Booten umrüstete, übertraf sie die US Navy, die weiterhin lediglich ihre 41 for Freedom einsetzte, bezüglich der Raketenboote zahlenmäßig recht bald bei Weitem.
Auch in Europa wurde Anfang der 1960er Jahre mit dem Bau von U-Booten mit ballistischen Raketen begonnen. 1967 stellte die Royal Navy ihr erstes SSBN der Resolution-Klasse in Dienst, dem bis 1969 drei weitere folgten. Die Marine Nationale fertigte mit der Gymnote erst ein konventionell getriebenes U-Boot mit vier Raketen, das als Testschiff für die nachfolgende SSBN-Klasse diente, und stellte ab 1971 die atomgetriebene Redoutable-Klasse in Dienst, die bis 1980 fünf Boote erhielt.
Ab Anfang der 1980er Jahre kamen die ersten SSBN zu den Flotten, die auch bis weit ins 21. Jahrhundert hinein in Dienst stehen werden. Auf Sowjetseite betrifft das die sechs Boote des Projekt 941 und die sieben Einheiten des Typs Projekt 667BDRM (Delta IV). Die US Navy vollendete ab 1981 die 18 SSBN der Ohio-Klasse, die die 41 for Freedom ersetzten. Gleichzeitig ließ auch die Volksrepublik China ihr erstes SSBN der Xia-Klasse vom Stapel.
Die auf diesen Booten eingesetzten Raketen erreichten erstmals interkontinentale Reichweite. Die amerikanische UGM-96 Trident I hatte eine Reichweite von fast 5000 Seemeilen, die verbesserte UGM-133 Trident II ab 1990 dann 7000 Meilen. Diese werden auch von der Royal Navy eingesetzt. Auch die sowjetische R-29 flog in ihren Varianten bis zu 5000 Meilen, die R-39 lag etwas darunter. Frankreich besaß mit der M 4 eine SLBM mit einer Reichweite von 2700 Seemeilen, Chinas erste Rakete, die JL-1, flog gerade 1100 Seemeilen.

### Nach dem Kalten Krieg

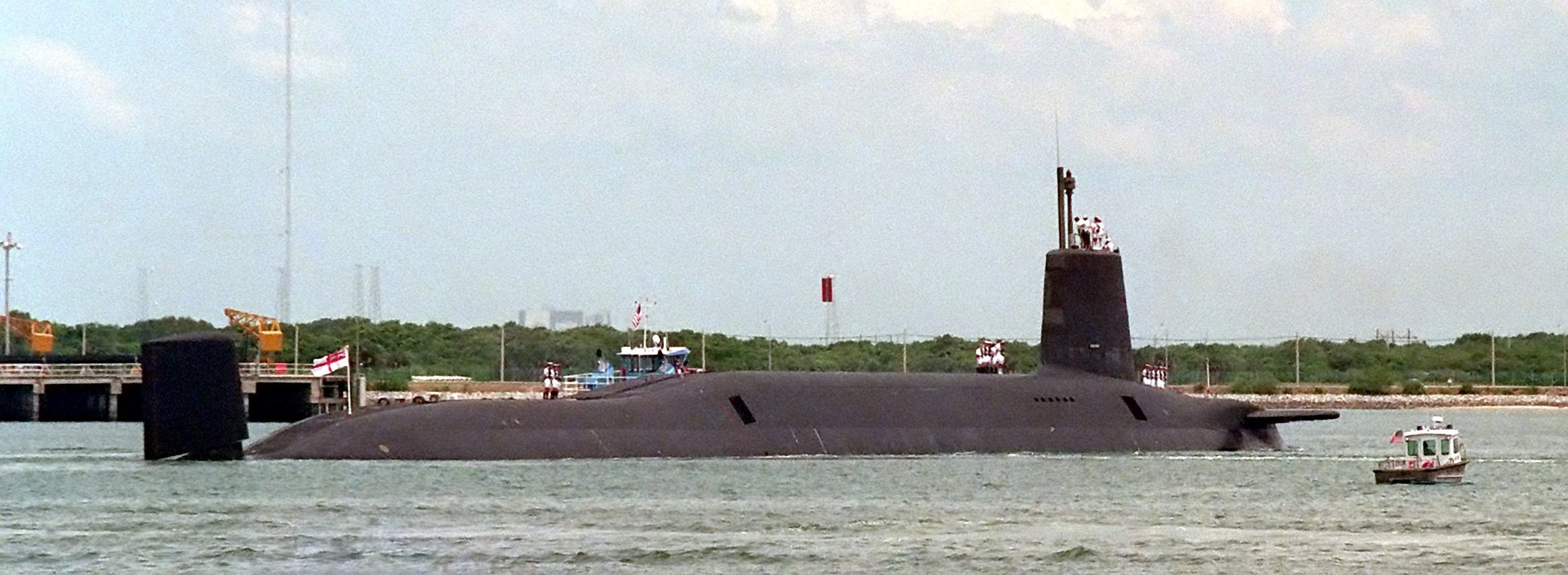
Britisches SSBN HMS Vanguard der Vanguard-Klasse (1994)

Die Royal Navy stellte Anfang der 1990er Jahre mit der Vanguard-Klasse die erste SSBN-Klasse nach dem Kalten Krieg in Dienst, die jedoch noch während dieser Phase entwickelt wurde. Ähnlich verhielt es sich mit der französischen Triomphant-Klasse, die ab 1997 in Dienst gestellt wurde. Für diese wurde die M 45 mit einer Reichweite von 3300 Meilen entwickelt.
Die nunmehr russische Marine übernahm die SSBN-Flotte der Sowjetunion, 1987 bestehend aus über 60 atomar und 15 konventionell getriebenen Raketen-U-Booten, konnte den Betrieb aber finanziell kaum aufrechterhalten. Die noch aktiven Golf, Yankees sowie Delta I und II wurden bis 1995 außer Dienst gestellt, später dann erste Typhoon sowie Delta III. Auch die US Navy überlegte, vier ihrer Ohios zu deaktivieren, konvertierte sie dann aber zu U-Booten mit Marschflugkörpern (SSGN).
Russland und China fertigten im 21. Jahrhundert die ersten neuen SSBN. Russland belebte die Borei-Klasse wieder, deren Planung bereits um 1990 begonnen hatte. Im Januar 2013 wurde mit der „Juri Dolgoruki“ deren erste Einheit in Dienst gestellt. China baut die Jin-Klasse, der Fortschritt ist unbekannt. Dazu unterhält China eine konventionell betriebene Einheit der Golf-Klasse als Testplattform. Der Status der atomar betriebenen Xia-Klasse ist unbekannt. Mit der Bulawa (Reichweite bis zu 5600 mi) respektive der JL-2 (5000 mi) entwickelten beide Nationen auch neue Raketen.
2012 betrieb die US Navy 14 SSBN der Ohio-Klasse, die Royal Navy vier Vanguards und die französische Marine vier Boote der Triomphant-Klasse. Nur ungenau bekannt ist die Situation in Russland und China. Russland hatte etwa 10 Boote. Drei davon gehörten der Delta-III-Klasse, sechs der Delta-IV-Klasse an. Die Boote der Delta-III-Klasse werden sukzessive deaktiviert. Hinzu kommen ein oder zwei aktive Boote der Typhoon-Klasse, welche jedoch nur mit einem enormen wirtschaftlichen Aufwand einsatzbereit gehalten werden können. Wie viele SSBN China betreibt, ist unbekannt. 2011 soll das erste Boot der Jin-Klasse einsatzbereit sein, weitere befinden sich in Entwicklung.

### Zukunft
Russland und China bauen derzeit die Borei- respektive Jin-Klasse, deren Einheiten entsprechend bis Mitte des 21. Jahrhunderts in Dienst bleiben können.
Die US Navy geht bei ihrer Ohio-Klasse inzwischen von einer Dienstzeit von 42 statt 30 Jahren aus, nachdem festgestellt wurde, dass die Abnutzung der Boote geringer ist als vorher gedacht. Demnach würde um 2026 mit der Deaktivierung begonnen, das letzte Boot würde 2039 außer Dienst gehen. Nach dem Schiffbauplan der US Navy von 2003 soll die Beschaffung der als SSBN(X) firmierenden Klasse zwischen Haushaltsjahr 2019 und 2023 beginnen.
Ersetzt werden sollen die Einheiten der Ohio-Klasse durch die Columbia-Klasse.
Die Royal Navy hingegen hat bereits 2006 bekanntgegeben, dass die Vanguard-Klasse ab circa 2022 ersetzt werden muss, die Lebenszeit wird somit mit 25 Jahren angenommen. Die Planungen für den Ersatz laufen bereits. Für den Bau von vier Booten will das Vereinigte Königreich 15 bis 20 Milliarden britische Pfund auf Geldwertkurs von 2006/2007 ausgeben. Diese werden aber statt 16, wie auf den Vorgängern, nur mehr 12 Raketensilos erhalten.
Indien legte 2009 sein erstes SSBN, die INS Arihant, auf Kiel. Das Boot wurde im Dezember 2014 fertiggestellt und im August 2016 in Dienst gestellt. Es ist mit ballistischen Raketen vom Typ Sagarika ausgestattet, die jedoch nur eine Reichweite von rund 400 Meilen aufweisen.
2016 wurde die INS Aridhaman fertig gestellt. Sie soll 2018 in Dienst gestellt werden. Zwei weitere Einheiten der Klasse befinden sich im Bau.
Nordkorea soll zwischen 2012 und 2014 die Sinpo-Klasse entwickelt haben. Sie soll die Mittelstrecke-Rakete Pukguksong-1 tragen und eine Weiterentwicklung der dieselelektrischen Golf-Klasse sein.
Frankreich wird die Triomphant-Klasse durch die SNLE 3G (Sous-Marin Nucléaire Lanceur d'Engins de Troisieme Génération) ersetzen.

### Anzahl SSBN und SSB 2017
- USA: 18 SSBN Ohio-Klasse, davon 4 zu Cruise-Missile Trägern umgebaut.
- Russland: 5 SSBN Projekt 955, 3 weitere in Bau. 3 SSBN Projekt 667BDR. 6 SSBN Projekt 667BDRM. 1 SSBN Projekt 941, 2 weitere in Reserve.
- China: 4 SSBN Jin-Klasse, 8 geplant. 1 SSBN Xia-Klasse. 1 SSB Golf-Klasse
- Frankreich: 4 SSBN Triomphant-Klasse
- Vereinigtes Königreich: 4 SSBN Vanguard-Klasse
- Indien: 2 SSBN Arihant-Klasse, 2 weitere S-5 U-Boote im Bau.
- Nordkorea: 1 SSB der Golf-Klasse, bis zu 5 in Bau.

## Einsatz

### Mission
Die Hauptaufgabe von U-Booten mit ballistischen Raketen ist es, im Falle eines gegnerischen Angriffes die Fähigkeit einer Nation zu einem vernichtenden Gegenschlag („assured destruction“) sicherzustellen, da die U-Boote auf See als der überlebensfähigste Teil des strategischen Kernwaffenarsenals angesehen werden.
Die Fähigkeit für einen Erstschlag war bei amerikanischen Raketen-U-Boot-Systemen (offizielle Bezeichnung FBM – „Fleet Ballistic Missile Program“: Programm für ballistische Raketen der Flotte) bis zur Einführung der Trident II D5 im Jahr 1990 nicht möglich bzw. nicht gewollt. Die technischen Gründe liegen im Bereich der schwierigen Kommunikation mit den U-Booten auf hoher See, sowie der geringen Treffgenauigkeit der Raketen (bedingt durch die Schwierigkeiten bei der genauen Positions- und Geschwindigkeitsbestimmungen des U-Bootes beim Abschuss der Rakete, Erdschwerefeldschwankungen sowie limitierenden Faktoren bei den Steuerungssystems an Bord der Raketen). Bei der Poseidon C3 wurde erstmals eine Rolle gegen gehärtete Ziele erwogen (eine sogenannte „counterforce“ Option, d. h. die Möglichkeit stark geschützte militärische Einrichtungen zu zerstören), und somit eine prinzipielle Erstschlagfähigkeit herzustellen. Das traf aber auf großen Widerstand bei Teilen der US Navy, die sich durch die reine Zweitschlagfähigkeit klar in ihrer Rolle vom SAC der US Air Force abgrenzen wollte, sowie im US-Kongress, in dem viele Abgeordnete ein solches Waffensystem als destabilisierendes Element in Krisenzeiten ansahen. Man befürchtete, dass seegestützte Raketen mit der Möglichkeit, sowjetische Raketensilos zu bekämpfen, die Sowjetunion zu einer „use them or lose them“ (benutze oder verliere sie) Reaktion im Falle schwerer Spannungen mit der NATO bewegen könnte. Somit wurde bei der Poseidon auf die Einführung von Sternensensoren zur Verbesserung der Treffgenauigkeit und stärkeren Sprengköpfen verzichtet. Allerdings führte die evolutionäre Entwicklung der vorhandenen Technologien bei der Entwicklung der Poseidon trotzdem zu einer beträchtlich verbesserten Treffgenauigkeit gegenüber der Vorgängersysteme, wodurch sie durchaus gegen „mittelharte“ militärische Ziele eingesetzt werden konnte, wie auch das Nachfolgesystem Trident I C4. Da es von dieser Zielkategorie allerdings nicht zu viele Ziele gab, hatte das bei der militärischen Planung im Rahmen des SIOP kaum Bedeutung und die U-Boote blieben reine Zweitschlagswaffen gegen urbane-industrielle (d. h. „weiche“) Ziele.
Das änderte sich grundlegend mit der Entwicklung der Trident II D5. Erstmals wurde eine hohe Treffgenauigkeit und „counterforce“-Kapazität als Anforderung bei der Entwicklung festgeschrieben, während bei den vorangegangenen Raketen die Treffgenauigkeit nur ein Entwicklungsziel war, bei dem im Bedarf zugunsten anderer Anforderungen und des Waffensystems Abstriche gemacht wurden. Anders als bei der Entwicklung der Poseidon, gab es bei der Trident II D5 kaum politischen Widerstand, da sich die skeptischen Abgeordneten bereits auf das Entwicklungsprogramm für die landgestützte MX Peacekeeper eingeschossen hatten, und durch das politische Klima in den USA Anfang der 1980er Jahre es sich nicht leisten konnten, sich gegen beide Projekte auszusprechen. Für die counterforce-Rolle wurde der W88-Sprengkopf für die Trident II D5 entwickelt. Dabei wurde die US Navy bei der Zuteilung von hochangereichertem Uran für den Sprengkopf sogar bevorzugt, da dieses nicht für die Produktion für beide Sprengköpfe, den W88 und den W87 der MX, reichte. So bekam die US Navy erstmals in ihrer Geschichte einen stärkeren strategischen Sprengkopf mit 475 kt als ihr landgestütztes Gegenstück bei der Air Force, die sich mit „nur“ 300 kt begnügen musste. Da jedoch die Kernwaffenanlage Rocky Flats 1989 die Produktion durch Sicherheitsbedenken einstellen musste, konnte nur eine begrenzte Anzahl von W88-Sprengköpfen produziert werden. So konnten nach Einführung der Trident II D5 im Jahr 1990 nur 4 der 18 U-Boote mit Raketen in See stechen, die diesen Sprengkopf trugen und damit eine counterforce- bzw. Erstschlagfähigkeit besaßen. Die restlichen Trident-Raketen auf den weiteren Booten der Ohio-Klasse wurden mit dem schwächeren W76-Sprengkopf mit Mk.4-Wiedereintrittskörpern wie auf der Trident I C4 ausgerüstet, welcher nur gegen „weiche“ Ziele eingesetzt werden konnte. Derzeit werden diese Sprengköpfe jedoch auf den W76-1 / Mk4A-Standard modernisiert, die dadurch auch Fähigkeiten gegen harte Ziele erlangen. Somit hat die US Navy ihre strategische „counterforce“ Kapazität erst nach dem Ende des Kalten Krieges erhalten. Das schließt auch die britischen U-Boote der Vanguard-Klasse mit ein, welche die amerikanischen Trident II D5-Raketen tragen und deren Sprengköpfe ebenfalls auf den W76-1 / Mk.4A-Standard gebracht werden.
Die Aufgabe der sowjetischen U-Boote mit ballistischen Raketen ist prinzipiell die gleiche wie jene der US-Boote, die Sicherstellung der Zweitschlagfähigkeit im Falle eines amerikanischen Erstschlages gegen die landgestützten strategischen Truppen. Anders als in den USA, blieb die Leistungsfähigkeit der sowjetischen U-Boot-gestützten strategischen Waffen bis Ende der 1960er Jahre bescheiden. Die sowjetische Militärführung stand diesem Waffensystem anfangs sehr skeptisch gegenüber. Das lag zum einen an den beschränkten Fähigkeiten der ersten sowjetischen Raketen-U-Boote und ihrer Bewaffnung mit sehr geringer Reichweite und Treffgenauigkeit.
Ein ebenso großes Problem war aber die fehlende Kommunikation mit den Booten im Einsatz. Die Sowjetunion hatte damals keine Möglichkeiten, mit getauchten U-Booten auf hoher See zu kommunizieren, was ihren militärischen Nutzen sehr einschränkte. Zum anderen sah es die sowjetische Führung sehr kritisch, U-Boote mit Kernwaffen an Bord ohne jedwede Form der negativen Kontrolle außerhalb ihres Einflussbereiches zu schicken. Den strategischen U-Booten wurde erst ab Ende der 1960er Jahre höhere Bedeutung zugeschrieben. Die Sowjetunion führte Anfang der 1970er Jahre Raketen mit hoher Reichweite auf ihren U-Booten ab der 667B-Klasse (Delta I) ein. Mit diesen Waffensystemen entwickelten sie die sogenannte Bastionsstrategie, wobei die Boote in stark gesicherten Gewässern nahe der sowjetischen Küste (Barents See, Weißes Meer, See von Ochotsk) oder unter dem arktischen Packeis patrouillierten, wo sie durch andere Einheiten des sowjetischen Marine geschützt wurden. Ebenso blieben sie im Hafen auf Raketenbereitschaft, wodurch der Beitrag der Marine zum gesamten strategischen Potential der Sowjetunion erheblich gesteigert werden konnte. Wie auch die amerikanischen strategischen U-Boote, behielten sie bis zum Ende des Kalten Krieges ihre Rolle als Zweitschlagswaffe bei und wurden nicht als „counterforce“-Waffen gesehen. Die neuesten Versionen russischer U-Boot gestützter Raketen der R-29RM-Familie für die Projekt 667BDRM-Klasse (Delta IV) sowie die R-30 für die Borej-Klasse haben möglicherweise eine solche Kapazität.

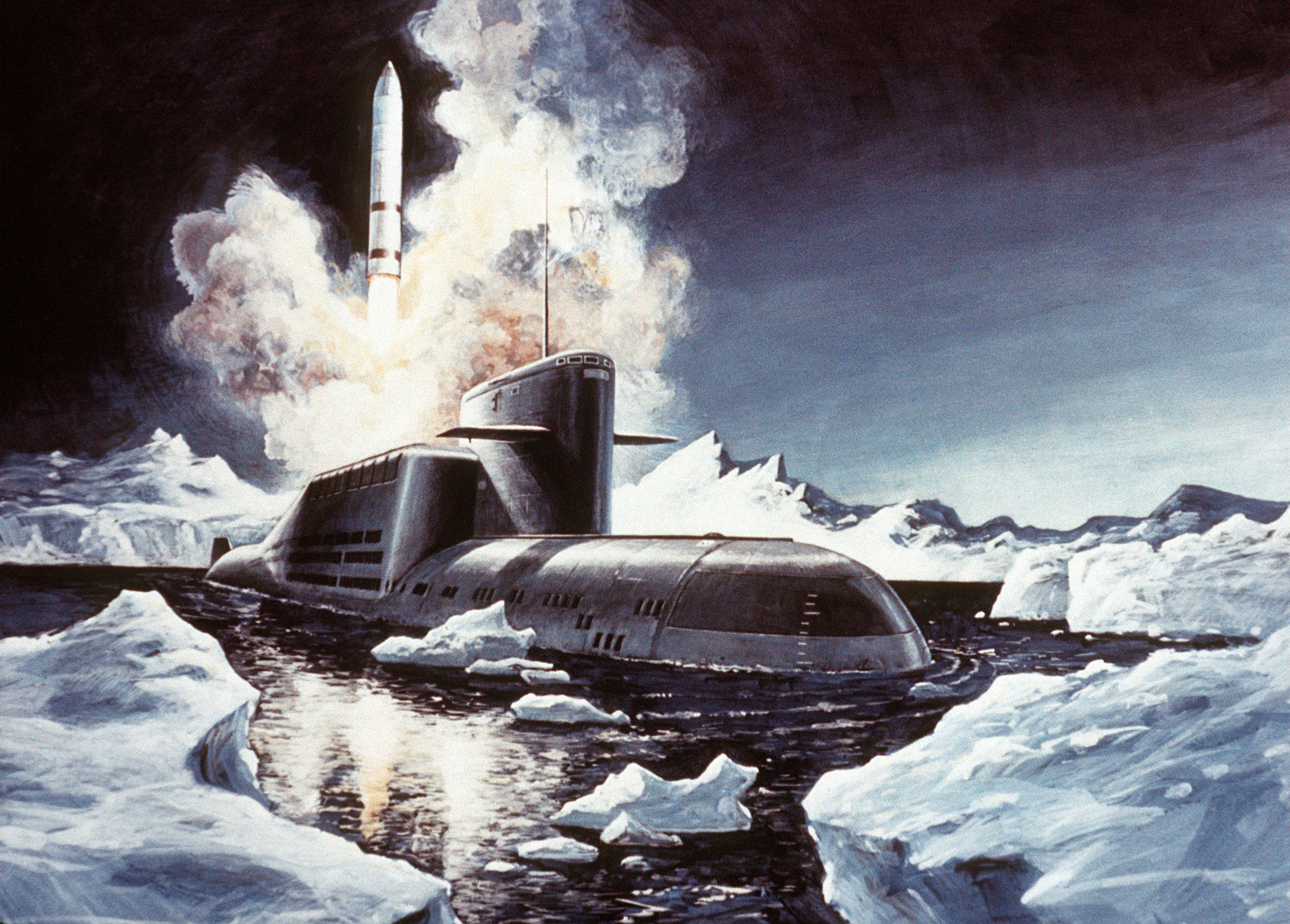
Amerikanische Zeichnung einer Delta IV beim Raketenstart in einer Polynja (1985)

### Einsatzprofil

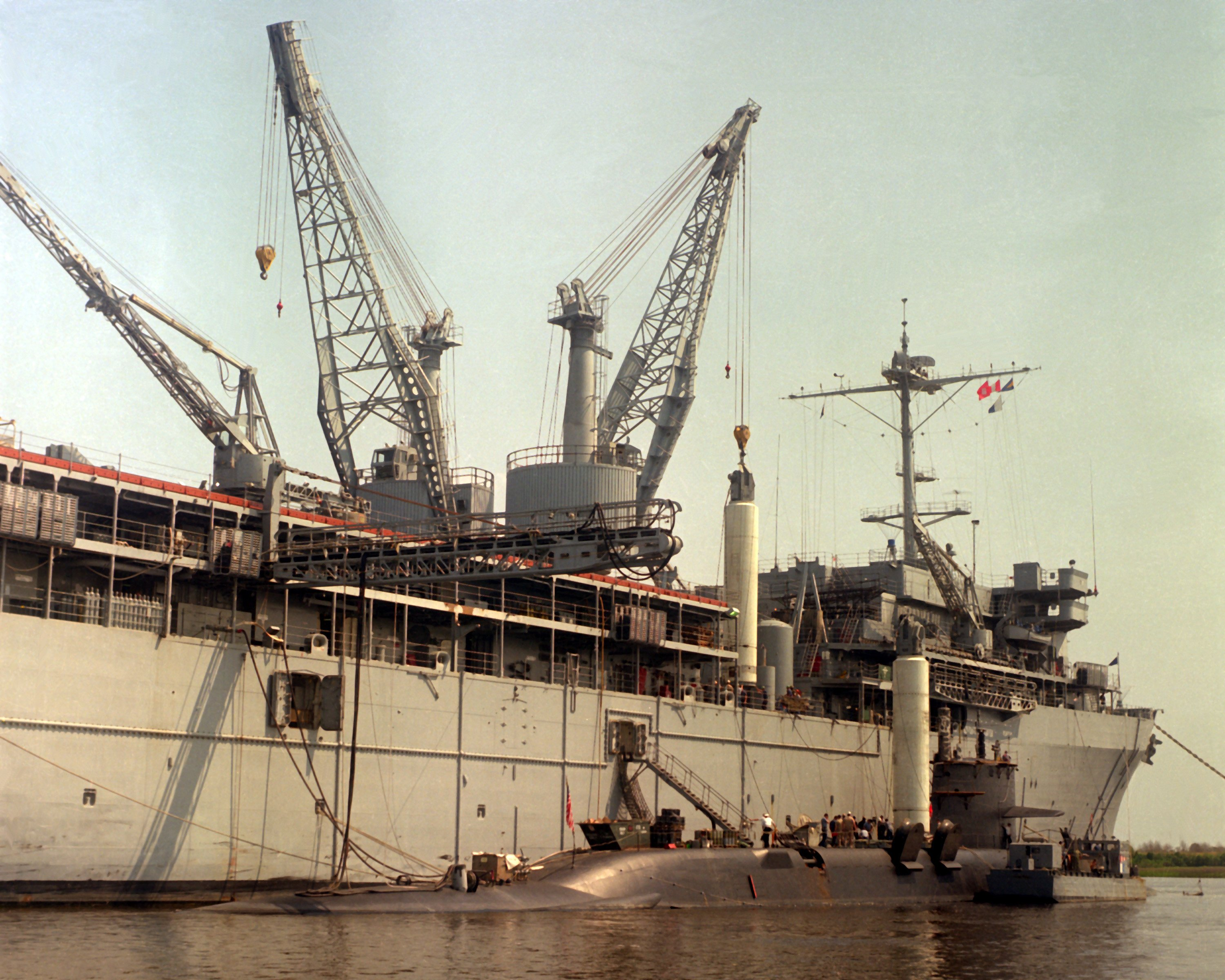
Ein U-Tender lädt Raketen in die Silos der USS Francis Scott Key.

Hauptziel eines U-Bootes mit ballistischen Raketen ist es, während seiner Patrouille unentdeckt zu bleiben, damit es seine Rolle der nuklearen Abschreckung erfüllen kann. Mit seinen Atomraketen wird es in die Weiten der Ozeane auf Patrouille geschickt. An geheimen Orten zieht das Boot so in Schleichfahrt seine Bahnen und wartet auf den Befehl, seine Atomraketen abzuschießen. Eine Fahrt dauert zwei bis drei Monate, während deren das U-Boot im Normalfall kein einziges Mal auftaucht.
Eine Patrouillenfahrt kann im Wesentlichen in 4 Abschnitte gegliedert werden: das Auslaufen aus dem Heimathafen, die Passage zur Patrouillenzone, die eigentliche Patrouille im vorgegebenen Einsatzgebiet und die Rückkehr zum Heimathafen. Das Auslaufen aus dem Heimhafen ist ein wichtiger Teil einer erfolgreichen Patrouillenfahrt. Normalerweise sind die Heimathäfen der U-Boote unter Satellitenüberwachung eines gegnerischen Staates. Da Überwachungssatelliten abhängig von der Flugbahn nur alle ein bis drei Tage einen Hafen aufnehmen können, werden diese Überfluglücken zum Verlassen eines Hafens genutzt. Des Weiteren wird das Auslaufen durch einen starken Einsatz von Anti-U-Boot Einheiten begleitet, um gegnerische U-Boote in Hafennähe zu detektieren. Die USA überwachten während des Kalten Krieges die sowjetischen Häfen mit Angriffs-U-Booten, um sowjetische strategische Raketen-U-Boote schon beim Auslaufen zu detektieren. Um das zu erschweren, fand der Prozess daher meist bei schlechtem Wetter und nachts statt.
Die zweite Phase der Mission ist die Passage zum eigentlichen Patrouillengebiet. Für die ersten Generationen von U-Booten mit Raketen kurzer Reichweite dauerte die Passage bis zu mehreren Wochen. So hatte ein Projekt 667A-U-Boot eine Durchschnittsgeschwindigkeit von 12 bis 14 Knoten und brauchte 11 bis 13 Tage, um sein Einsatzgebiet zu erreichen. Durch die geographische Position war die Sowjetunion im klaren Nachteil im Vergleich zu den Möglichkeiten der amerikanischen Marine. Die US Navy konnte ihre SSBN in vorgeschobenen Stützpunkten stationieren, um die Anfahrtszeit zu verkürzen. Genutzt wurden Rota in Spanien und Holy Loch in Schottland sowie Pearl Harbor auf Hawaii und Apra Harbor auf Guam. Diese Häfen wurden speziell ausgerüstet, damit dort auch mit Atomwaffen umgegangen werden konnte. Unter anderem wurden dort permanent U-Boot-Tender stationiert. Die Sowjetmarine hingegen musste im Pazifik von ihren Häfen auf Kamtschatka aus den gesamten Ozean durchlaufen. Noch schlechter war die Situation im Atlantik, den die Boote von ihren Häfen auf der Halbinsel Kola nur durch Passage der GIUK-Lücke erreichen konnten. Entsprechend stark hatte die NATO diesen Bereich mit Jagd-U-Booten, Schiffen und Flugzeugen für U-Jagd sowie mit dem SOSUS-Netzwerk abgesichert. So konnten viele sowjetische SSBN verfolgt werden und hätten gegebenenfalls torpediert werden können, bevor sie ihre Raketen hätten abschießen können. Beispielsweise konnte das Jagd-U-Boot Batfish ein Projekt-667A-Boot (Yankee-Klasse) 1978 über 44 Tage und fast 9000 Meilen verfolgen. Mit der steigenden Reichweite der jüngeren Raketengenerationen konnten die Patrouillenzonen näher an die Heimathäfen verlegt und so die Passagezeit deutlich verringert werden.
Die dritte Phase der Mission ist die eigentliche Kampfpatrouille. In dieser Phase ist das Boot in ständiger Bereitschaft, seine Raketen nach Erhalt eines gültigen Einsatzbefehles einzusetzen. Um diesen Teil des Einsatzes erfolgreich zu gestalten, sind drei Dinge wichtig: der Schutz vor der Entdeckung des Bootes durch die gegnerische Anti-U-Boot-Aufklärung, die zuverlässige Kommunikation des U-Bootes mit dem betreffenden Oberkommando des jeweiligen Staates sowie die genaue Positionsbestimmung, damit im Falle eines Einsatzbefehles die Raketen mit den entsprechenden Daten programmiert werden können. Um der Entdeckung zu entgehen, wurden von allen Staaten, die diese Boote betreiben, große Ressourcen in die Senkung des Geräuschpegels der U-Boote gesteckt. Die USA waren darin lange Zeit führend, während die sowjetischen U-Boote bis in die 1970er Jahre für ihren hohen Geräuschpegel bekannt waren. Die neueste Generation von strategischen U-Booten soll sich sowohl auf amerikanischer als auch auf russischer Seite kaum noch von den Hintergrundgeräuschen des Ozeans unterscheiden lassen. In ihren Patrouillengebieten bewegen sich die Boote auch nur mit Manövriergeschwindigkeit von 4 bis 5 Knoten, um die Geräuschentwicklung weiter zu senken.
Die Kommunikation mit den U-Booten war besonders bei den ersten Generationen von strategischen Raketen-U-Booten für die Sowjetunion ein Problem, weshalb die sowjetische Führung zunächst den landgestützten strategischen Raketentruppen den Vorzug gab. Auch in den USA begründete die US Navy ihren Rückzug auf die reine Zweitschlagrolle bis zur Einführung der Trident II D5 damit, dass man die für eine Erstschlagwaffe nötige Kommunikation mit den Booten nicht sicherstellen könne. Das Hauptproblem ist, auf den getauchten U-Booten in großer Entfernung zur Heimat Befehle zu empfangen oder Mitteilungen zu senden. Ein Boot kann das von der Wasseroberfläche tun, würde dabei aber seine Position preisgeben, wodurch der Zweck der Boote hinfällig würde. Die USA errichteten ab dem Ende der 1950er Jahre ein weltumspannendes Netzwerk von Längstwellen (VLF – Very Low Frequency) und Langwellen (LF – Low Frequency) Radiosendern, um mit ihren U-Booten zu kommunizieren. Die amerikanischen U-Boote wurden dazu mit Schleppantennen bzw. Bojen-antennen ausgestattet. Diese schränkten aber die Tauchtiefe, Manövrierfähigkeit und Geschwindigkeit ein und machten sie leichter detektierbar. Die US Navy entwickelte dazu auch das TACAMO-System in den 1960er Jahren, EC-130-Flugzeuge mit VLF-Schleppantennen, welche über den Ozeanen kreisten. Die VLF-Systeme erwiesen sich teilweise als unzuverlässig und es passierte öfters, dass die U-Boote für sie bestimmte Nachrichten nie erhielten. Die U-Boot-Kommunikation wurde später durch Kurz- und Ultrakurzwellen (HF und UHF) ergänzt. Um diese zu empfangen, muss ein U-Boot jedoch auf Sehrohrtiefe eine Antenne ausfahren, und ist so leicht auszumachen. Die amerikanischen Boote suchen daher im Regelbetrieb nach Meldungen im VLF-Band, und nur bei Ausbleiben von Nachrichten nutzen sie höhere Frequenzen. Seit den 1950er Jahren forschte die US Navy auch im Bereich der Extremen Langwellen (ELF – Extremely Low Frequency), ein Band das höhere Reichweite, größere Eindringtiefen in Meerwasser und geringere Anfälligkeit gegen Störsender versprach. Allerdings ist die Datenübertragungsrate sehr gering, die benötigten Sender sind sehr groß und benötigen große Mengen an Energie (der erste Projektvorschlag Ende der 1960er Jahre sah eine Antennenlänge von 10.000 km vor bei einer Sendeleistung von 800 MW). Durch die letzten beiden Punkte zusammen mit den verbundenen Kosten wurden solche Systeme in den USA zum Gegenstand politischer Auseinandersetzungen und der erste Sender wurde in den USA erst 1989 in Betrieb genommen.
Ebenso wie die USA, nutzt Russland heute ein breites Spektrum von Frequenzen und spezialisierten Sendern, um mit seinen U-Booten zu kommunizieren. Das reicht von UHF bis zu VLF von land-, luft- und satellitengestützten Sendern. Die Mitteilungen an die Boote werden auf mehreren Frequenzen gleichzeitig übertragen, um den Empfang sicherzustellen. 1985 führte die russische Marine die Tu-142MR ein, welche in ihrer Funktion vergleichbar mit den amerikanischen TACAMO-Flugzeugen ist. Ebenso verfügt Russland über ELF-Sender. Da die Datenübertragungsrate über das ELF-Band sehr niedrig ist, werden darüber nur kurze codierte Nachrichten gesendet, die zum Beispiel „Auftauchen, um Befehle für Waffeneinsatz zu erhalten“ bedeuten.
Eine der größten Herausforderungen bei der Entwicklung einer seegestützten Abschreckungsmacht bereitete die Entwicklung genauer Navigationssysteme. Damit der Bordcomputer einer Rakete die Flugbahn zum Ziel berechnen kann, muss die genaue Position und Geschwindigkeit der Startplattform sowie das Erdschwerefeld bekannt sein. Bei einem fest installierten landgestützten System ist das relativ einfach einzumessen, bei einem sich bewegenden und getauchten System stellte es die Entwickler vor große Probleme. Dazu wurden für die U-Boote Trägheitsnavigationssysteme entwickelt, die ständig verbessert wurden. Diese Navigationssysteme brauchen jedoch regelmäßige Updates (bei der ersten Generation einmal täglich), um Abweichungen auszugleichen. Die US Navy baute von Anfang der 1960er Jahre ein eigenes satellitengestütztes Navigationssystem Transit auf, durch welche die amerikanischen U-Boote ihre Position bestimmen konnten. Heute benutzt die US Navy GPS, während Russland die Parus und GLONASS Satellitensysteme nutzt. Für die Bestimmung des Erdschwerefeldes wurden aufwendige schiffs- und satellitenbasierte Ozeanbodenkartographieprogramme und Schwerefeldmessungen unternommen. Zur Geschwindigkeitsbestimmung der U-Boote werden bei der Ohio-Klasse Doppler-Sonare eingesetzt.
Bei den ersten U-Booten der sowjetischen Marine bis zur Projekt 667A-Klasse wäre nach Erhalt eines Startbefehls ein Paket mit den genauen Angaben zum Startgebiet geöffnet worden. Das Boot hätte sich anschließend in dieses Gebiet begeben und der kommandierende Offizier ein zweites Paket aus seinem persönlichen Safe geöffnet, das die Codes für das Feuerleit- und Zielsystem enthielt, um die Raketen zu starten. Vor der Eingabe der Codes musste die Echtheit des Befehls vom Kommandanten des U-Bootes und seinem Ersten Offizier unabhängig voneinander festgestellt werden. In den 1970er Jahren wurde die Prozedur geändert und die nötigen Codes für den Raketenabschuss wurden zusammen mit dem Einsatzbefehl übertragen, befanden sich also nicht mehr an Bord. Nachdem das Boot am Startgebiet ankam, ging es auf Feuertiefe, die Position des Bootes wurde feinjustiert, das Raketensystem wurde getestet und die Zieleingabe erfolgte. Diese Prozedur dauerte bei der ersten Generation sowjetischer U-Boote etwa eine Stunde. Bei den modernen russischen Booten dauert es durch weitgehende Automatisierung nur noch etwa 15 Minuten. Die erste Generation sowjetischer U-Boote konnte ihre Raketen im Abstand von 15 bis 30 Minuten abfeuern. Die Projekt 667A-Klasse konnte jeweils 4 Raketen in einer Salve abfeuern, mit einem Start alle drei Sekunden. Zwischen der ersten und zweiten Salve lagen unter 3 Minuten. Nach der zweiten Salve wurden etwa 30 Minuten benötigt, um die letzten beiden Salven abfeuern zu können, da man die Position des Bootes wieder neu bestimmen und es neu ausrichten musste. Die späteren russischen U-Boote können ihren gesamten Raketenbestand in einer einzigen Salve abfeuern. Nach einem Raketenschlag sollten die sowjetischen U-Boote entweder auf ihren Basen oder durch spezielle Schiffe auf See mit neuen Raketen beladen werden und wieder auf See gehen, um einen ausgedehnten Atomkrieg führen zu können.
Auf amerikanischen U-Booten müssen zwei Offiziere nach Erhalt eines Einsatzbefehles (Emergency Action Message, EAM) diesen auf seine Echtheit prüfen. Nachdem das geschehen ist, öffnen zwei weitere Offiziere einen Safe mit Doppeltür. Zu jeder dieser Türen hat jeweils nur ein Offizier (und ein Ersatzmann) den Code. Der Safe enthält den Schlüssel zur Aktivierung der Feuersequenz und wird von den beiden Offizieren dem Kapitän des Bootes übergeben. Weiterhin muss der Waffenoffizier einen weiteren Safe öffnen, der den zum Abschuss der Raketen benötigten Auslöser enthält. Nach erfolgter Aktivierung des Feuerleitsystems startet dieses die inertialen Steuerungssysteme an Bord der Raketen. Anders als bei landgestützten Interkontinentalraketen, werden diese bei den seegestützten Interkontinentalraketen nicht permanent aktiv gehalten, sondern die Trägheitskreisel der Steuerungssysteme müssen erst auf Touren gebracht werden. Daraufhin bekommt das Steuerungssystem an Bord der Rakete vom Feuerleitsystem die nötigen Daten übermittelt, um die korrekte Flugbahn zum Ziel auszuführen. Nachfolgend wird das Steuerungssystem der Rakete auf selbstständigen Betrieb und die Rakete auf interne Energieversorgung geschaltet und kann abgefeuert werden.
Seit der Einführung der strategischen U-Boote bei der US Navy operieren diese in sogenannten „Chains“ (Ketten) von jeweils drei U-Booten. Jeder Kette werden jeweils zwei Sätze von Zielen zugeordnet. Nach etwa einer halben Patrouille des ersten Bootes der Kette übernimmt das zweite Boot der Kette dessen alten Zielsatz. Schließt das erste Boot seine Patrouille ab, so rückt das dritte Boot in der Kette nach, welches vom Versorgungsschiff oder Heimathafen kommt. Diese Vorgehen erlaubte es bei den ersten Booten mit Raketen geringer Reichweite, permanent zwei Sätze von Zielen unter Bedrohung zu halten, wurde aber auch für die jüngeren Generationen von U-Booten mit Raketen größerer Reichweite beibehalten. Das macht es aber auch notwendig, dass die U-Boote hinsichtlich Bewaffnung standardisiert sind (Typ der Raketen, Anzahl der Sprengköpfe pro Rakete, deren Sprengkraft).
Frankreich und Großbritannien schicken ihre Boote aus Île Longue beziehungsweise Faslane-on-Clyde zu Patrouillen in den Nordatlantik. Über das Einsatzprofil der chinesischen Marine ist nichts bekannt. Die neuen Boote der Jin-Klasse werden im Marinestützpunkt Sanya auf Hainan stationiert, möglicherweise unterhält die chinesische Marine im Golf von Bohai eine ähnliche Bastion, wie sie die Sowjetmarine eingerichtet hat.

### Patrouillenhäufigkeit
Nach dem Ende des Kalten Krieges sank die Zahl an aktiven strategischen U-Booten sowohl in den USA als auch in Russland. Während die US Navy jedoch ihre Einsatzfrequenz pro Boot aufrechterhalten konnte, sanken die Verlegungszahlen bei der russischen Marine stark.
Ende der 1960er Jahre führte die US Navy 130 Fahrten jährlich durch, in den folgenden drei Jahrzehnten im Schnitt rund 100. Im 21. Jahrhundert sank die Zahl von circa 60 auf noch 31 im Jahr 2008. Von rund 100 Patrouillen der Sowjetmarine jährlich 1984 sank die Zahl über noch 20 Fahrten 1994 auf keine mehr Anfang des 21. Jahrhunderts. 2008 absolvierten die Boote wieder zehn Patrouillen, womit Russland rechnerisch erstmals seit 1998 wieder kontinuierliche seegestützte Abschreckung auf See erreicht haben könnte. Frankreich und Großbritannien erreichen mit jeweils 6 Patrouillen pro Jahr eine solche permanente Präsenz von Nuklearraketen unter der Wasseroberfläche. Die chinesische Xia wurde nie auf Patrouille geschickt, bis 2009 auch keines der Boote der Jin-Klasse.
Damit führte die US Navy 2008 mehr Einsatzfahrten mit SSBN durch als alle anderen Staaten zusammengenommen. Die insgesamt 59 Raketen-U-Boote der US Navy absolvierten zwischen der ersten Patrouille der George Washington vom 15. November 1960 und 2009 aggregiert fast 3900 Patrouillenfahrten, davon 1000 mit Tridents an Bord.

### Besatzung

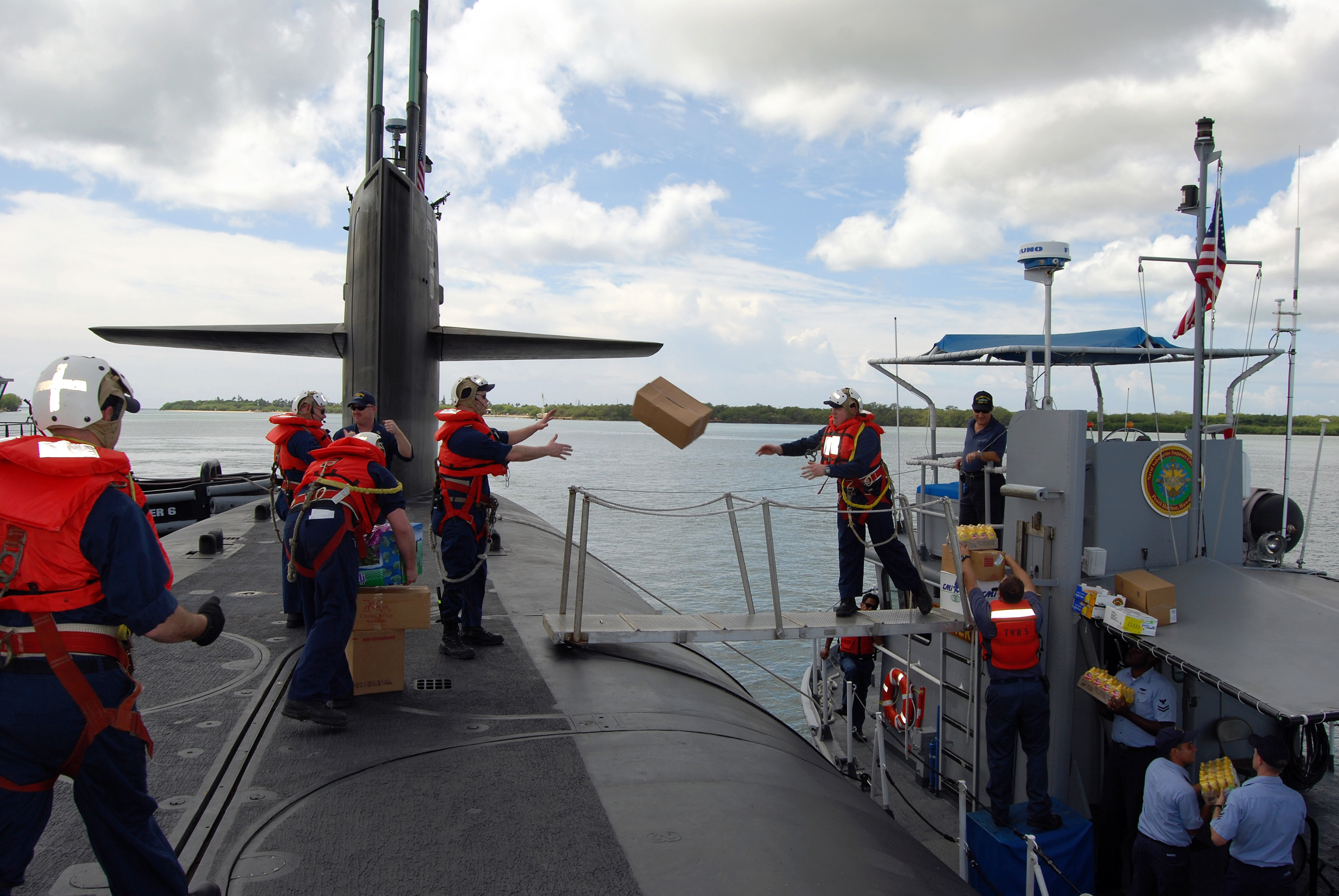
Direkt nach dem Einlaufen übernimmt die Besatzung der USS Henry M. Jackson Proviant

Für die Besatzungen unterscheidet sich der Dienst auf Raketen-U-Booten wesentlich von denen auf anderen Kriegsschiffen. Die westlichen Marinen teilen jedem SSBN zwei komplette Besatzungen zu, die Sowjetunion übernahm dieses Konzept später auch. So kann die Hafenliegezeit bedeutend reduziert werden. Jedes US-Boot geht für 70 bis 90 Tage auf Patrouille, kommt dann in den Hafen und wechselt die Besatzung, die bereits nach kurzer Zeit wieder auf Patrouille gehen kann. Die Ohio-Klasse verbringt so 74 bis 77 Tage auf See, gefolgt von einer 35- bis 38-tägigen Phase zum Bunkern. Damit sind sie rund 70 % der Zeit im Einsatz. Im Gegensatz dazu hielt die Sowjetmarine mit dem Aufkommen der Interkontinentalraketen den Großteil ihrer Raketen-U-Boote mit hohem Bereitschaftsgrad im Hafen und ließ nur einen kleinen Teil patrouillieren. So sparte sie Personalkosten und reduzierte die Abnutzung.
Während des Kalten Krieges konnten zumindest auf amerikanischen Raketen-U-Booten die Atomraketen gestartet werden, ohne dass das von außen hätte autorisiert werden müssen. Wenn der Funker den Befehl erhalten hatte, die Raketen zu starten, mussten zwei Offiziere das bestätigen und den übermittelten Code verifizieren. Danach gab der Commanding Officer den Befehl, die Raketen scharfzumachen, und konnte sie sodann abfeuern. Frank Barnaby zeichnete 1984 auf dieser Basis ein Szenario, bei dem nur der Funker und der Kapitän eines SSBN sich hätten verschwören müssen, um einen Atomkrieg auszulösen. Erst 1997 wurde mit dem Trident Coded Control Device ein System eingeführt, das den Abschuss fest daran bindet, dass ein Code vorliegt, der von den Joint Chiefs of Staff gesendet wurde. Alle anderen Staaten mit SLBM auf See mit Ausnahme von Großbritannien haben ein ähnliches System implementiert. Auf den Booten der Royal Navy hingegen ist die Besatzung weiterhin in der Lage, Atomraketen aus eigenem Antrieb abzuschießen.
Auch psychisch ist der Einsatz auf SSBN belastend. So können Seeleute auf diesen Booten davon ausgehen, einen Nuklearkrieg zu überleben, müssen aber Städte und Militäreinrichtungen mit Atomwaffen angreifen. Zudem sind die Heimatstützpunkte, in denen Familie und Freunde leben, Primärziele der Gegenseite.

### Anteil an den Raketenstreitkräften
Sowohl die USA als auch Russland und China besitzen neben SLBM auch landgestützte ballistische Interkontinentalraketen (ICBM). Die US Navy unterhält dabei mehr als die Hälfte aller amerikanischen strategischen Sprengköpfe. Im Gegensatz dazu bilden Russlands landgestützte Raketen, wie auch schon in der Sowjetunion, den größeren Teil der strategischen Abschreckungskräfte. Der Anteil der Sprengköpfe auf SLBM in der Marine der chinesischen Volksbefreiungsarmee ist unbekannt. Die Xia wurden eher als Prototyp denn als Teil der strategischen Abschreckungskräfte gesehen, mit dem Aufkommen der Jin dürfte sich das aber ändern.
Frankreich baute in den 1970er Jahren 18 Silos für ballistische Mittelstreckenraketen im Département Alpes-de-Haute-Provence und besaß mobile Kurzstreckenraketen. Beide Typen wurden Mitte der 1990er Jahre jedoch abgerüstet. Großbritannien setzte nie landgestützte ballistische Atomraketen ein. Frankreich stützt seine nukleare Abschreckung zusätzlich auch auf die Luftwaffe.

## Technik

### Rumpf und Antrieb

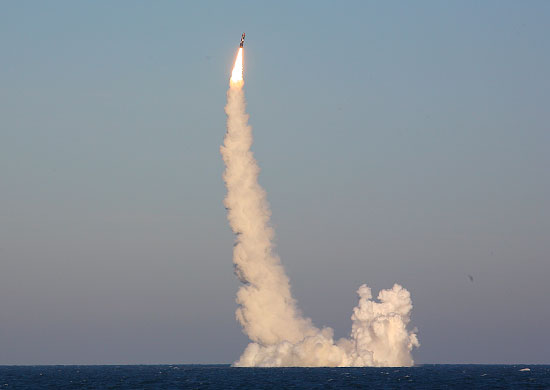
Unterwasserstart einer Bulawa

Technisch entsprechen U-Boote mit ballistischen Raketen im Wesentlichen normalen (Atom-)U-Booten. Bedeutendste Änderung ist die zusätzliche Sektion zur Aufnahme der Raketen. So wurde für das erste SSBN der US Navy der Rumpf eines sich im Bau befindlichen Jagd-U-Bootes aufgetrennt und an dieser Stelle eine rund 40 Meter lange Sektion eingesetzt.
Auf den ersten sowjetischen Raketen-U-Booten der Hotel- und Golf-Klasse waren drei ballistische Raketen hintereinander im Turm untergebracht. Das U-Boot war bei einer solchen Konfiguration nicht wesentlich größer, lediglich der Turm wurde etwas nach achtern gestreckt.

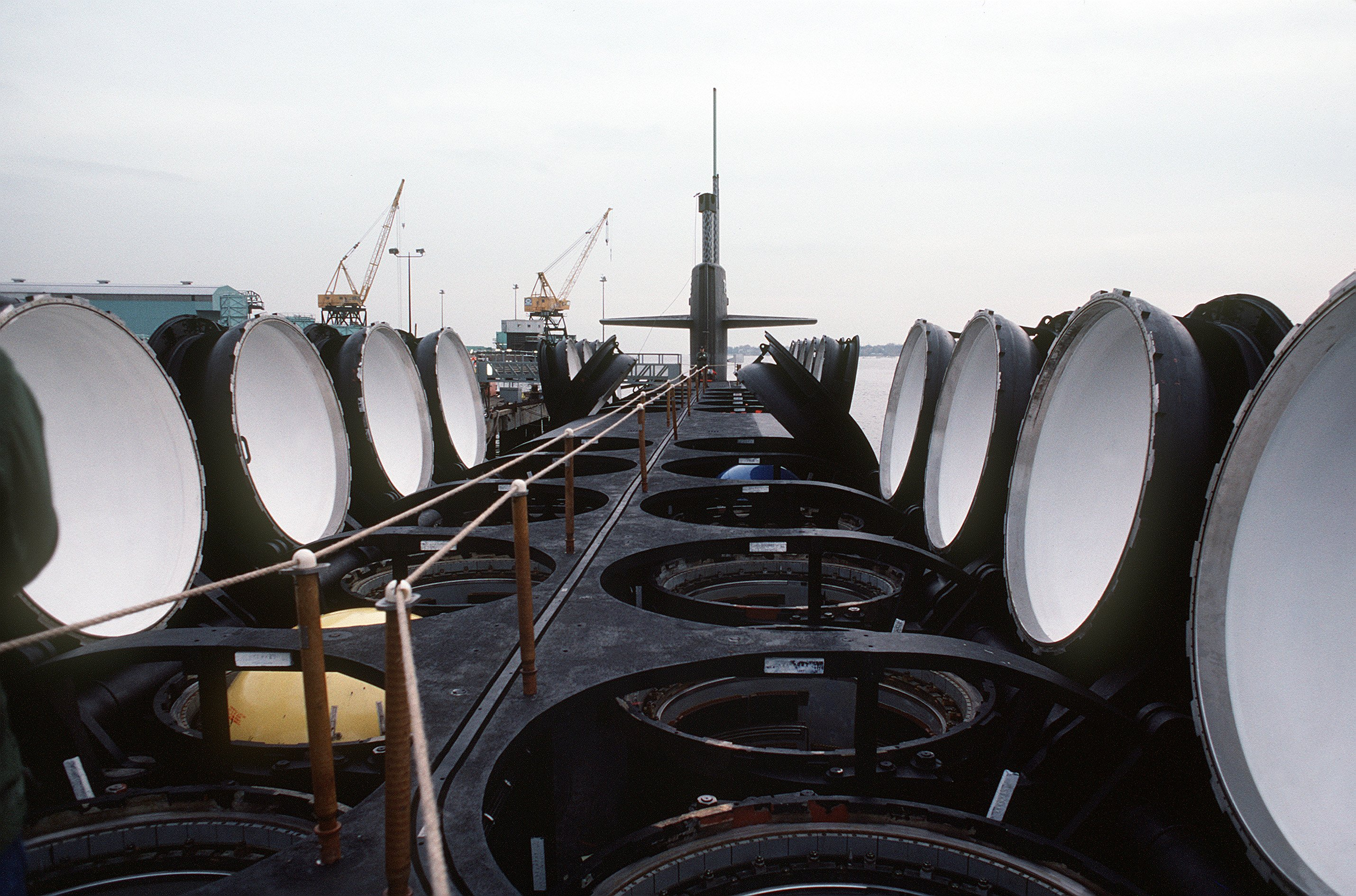
Raketenschächte der Ohio

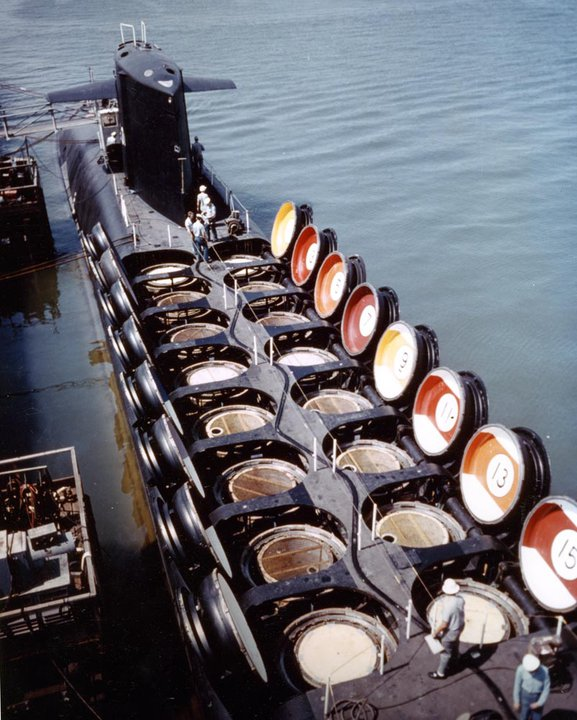
Die geöffneten Raketenschächte der USS Sam Rayburn

Alle nachfolgenden U-Boote sämtlicher Marinen sind jedoch anders gestaltet und tragen wesentlich mehr Raketen, zwischen 12 (Xia-Klasse) und 24 (Ohio-Klasse). Diese können im getauchten Zustand abgefeuert werden. Die ballistischen Raketen sind in einer Sektion untergebracht, die sich mittschiffs, meist hinter dem Turm, befindet. Das ist sinnvoll, da das U-Boot so bei Raketenstarts recht stabil bleibt. Je nach Durchmesser des Rumpfes und Länge der Raketen ist bei vielen U-Booten ein deutlicher Buckel zu sehen, unter dem sich die Raketen vertikal stehend in jeweils einzelnen Startrohren befinden. Auf Grund dieser zusätzlichen Sektion sind die SSBN allerdings auch wesentlich länger und schwerer als Jagd-U-Boote. Die größten Vertreter der Raketen-U-Boote sind über 170 Meter lang, während Jagd-U-Boote nur um 100 Meter messen. Sie verdrängen getaucht regelmäßig mehr als 15.000 Tonnen, weshalb die Bezeichnung „Boot“ teilweise als unpassend empfunden wird. Einige Autoren verwenden stattdessen etwa „U-Schiff“. Auf Grund ihrer Ausmaße verlieren SSBN wesentlich an Wendigkeit und Geschwindigkeit, weshalb sie, wenn sie von Jagd-U-Booten aufgespürt werden, diesen kaum etwas entgegenzusetzen haben.
Auf Grund ihres Einsatzprofils ist für Raketen-U-Boote Geschwindigkeit aber ohnehin kein entscheidendes Kriterium, sie weisen eine wesentlich langsamere Endgeschwindigkeit auf als etwa Jagd-U-Boote. Stattdessen ist es zur Erfüllung ihrer Aufgabe essentiell, dass sie in langsamen und mittleren Geschwindigkeiten möglichst wenig Lärm entwickeln, den der Feind über passives Sonar auffassen und somit das Boot orten könnte. Moderne Reaktoren implementieren daher das Prinzip der natürlichen Konvektion, bei dem während der Schleichfahrt keine Pumpen benötigt werden, um Kühlmittel durch den Reaktor zu pumpen, wodurch eine wesentliche Lärmquelle von Atom-U-Booten ausgeschaltet wird.
Durch die Größe der Boote ist eine optimale Hydrodynamik bedeutend für die Leistung der Boote. So sind alle amerikanischen Boote in einer Tropfenform nach dem Vorbild des Versuchsbootes Albacore gefertigt, die Raketenbuckel sind weit weniger deutlich sichtbar als bei einzelnen Sowjet-Entwürfen. Das liegt auch daran, dass die Trident II zwischen einem und eineinhalb Meter kürzer sind als etwa ihre östlichen Pendants R-29 in der Delta-Klasse, die für ihre Raketen eine deutliche Erhöhung des Decksbereichs hinter dem Turm benötigt. Auch auf Grund dieser Struktur und ihres Strömungswiderstandes benötigen alle sowjetischen Boote von der Hotel- bis zur Typhoon-Klasse gleich zwei Reaktoren. Das bedeutet mehr Reaktorgeräusche, durch die unregelmäßige Rumpfstruktur werden Strömungsgeräusche erzeugt.
Mit der Typhoon-Klasse stieß die Sowjetmarine in neue Dimensionen vor. Sie ist zwar ähnlich lang wie vorherige Entwürfe aller Nationen, aber rund doppelt so breit, die Verdrängung liegt bei dem Doppelten etwa der Delta-IV- oder Ohio-Klasse. Das wurde durch zwei separate Druckhüllen erreicht, die von dem äußeren Rumpf eingefasst werden. Mittschiffs existiert eine weitere kleine Druckhülle für die Kommandozentrale unter dem Turm. Die R-39-Raketen sind mehr als zweieinhalb Meter länger als die Trident, ihre Startrohre liegen zwischen den Druckhüllen und vor dem Turm. Der Entwurf wurde für den Einsatz unter dem Packeis optimiert.

### Bewaffnung

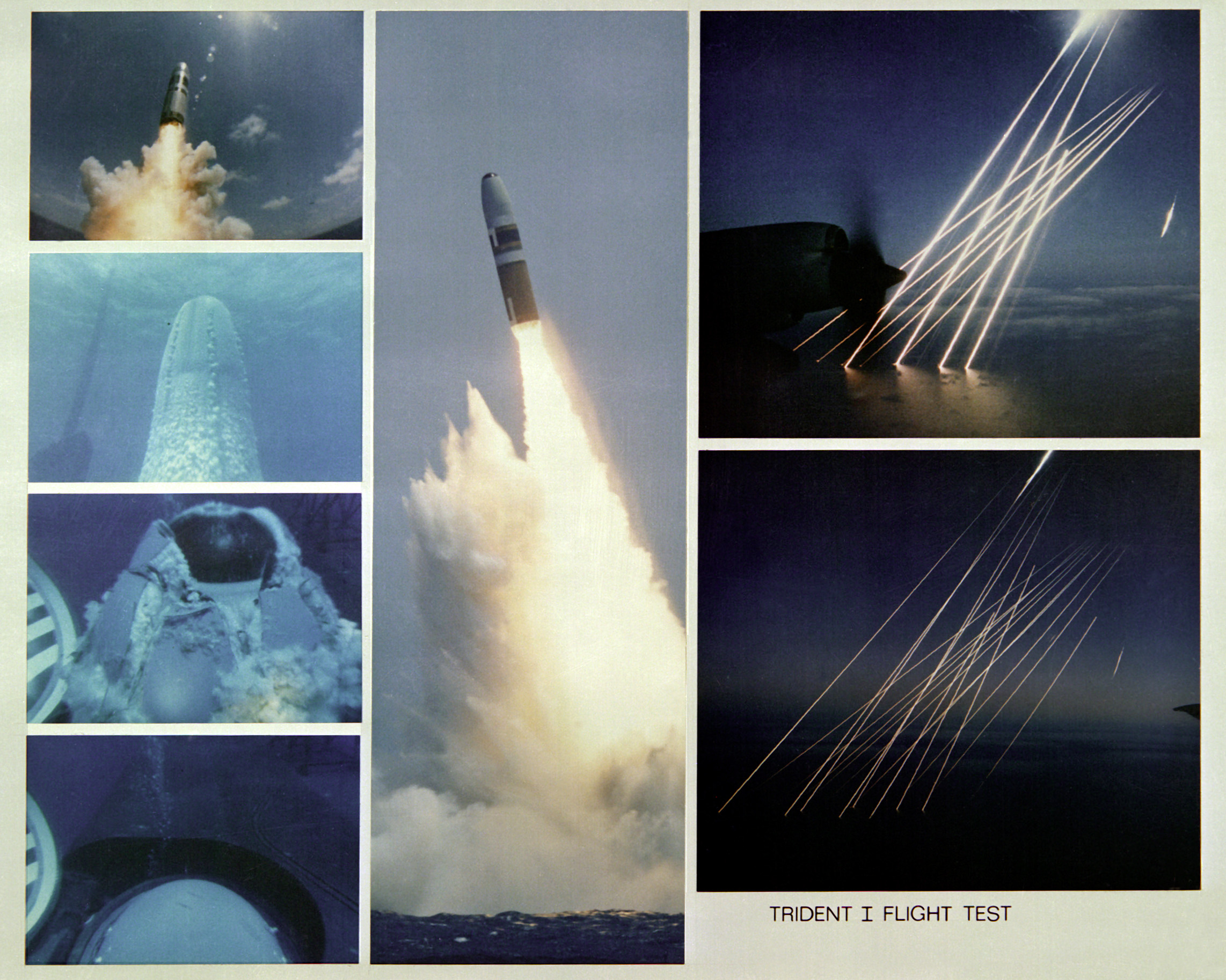
Eine Trident I vom Start bis zum Wiedereintritt der jeweils acht Mehrfachsprengköpfe von zwei Raketen

Raketen sind bestimmungsgemäß die Hauptbewaffnung der U-Boote dieses Typs. Zur Selbstverteidigung sind sie allerdings ebenfalls mit Torpedorohren ausgestattet. Da Raketenstarts optisch, akustisch und per Radar leicht zu orten sind, verrät ein U-Boot mit dem Start auch seine Position und ist daher unter Umständen darauf angewiesen, sich verteidigen zu können.
Während die ersten sowjetischen strategischen U-Boote zum Raketenstart noch an die Wasseroberfläche mussten, können modernere Boote aller Staaten die Raketen getaucht in Periskoptiefe von etwa 20 Metern abfeuern. Dafür wenden sie ein cold launch genanntes Verfahren an: In einen Freiraum unter der Rakete wird ein Gas gepumpt, zum Start durchbricht die Rakete eine Schutzkappe und steigt, durch das Gas vor dem Wasserdruck geschützt, an die Wasseroberfläche. Erst dort zündet das Raketentriebwerk. Die ersten SLBM hingegen funktionierten nach dem Prinzip des hot launch, bei dem das Boot auftauchen musste, die Rakete etwas aus dem Silo angehoben wurde und dann direkt aus dem Silo heraus ihr Triebwerk startete. Nach dem Abschuss einer Rakete füllt sich das nun leere Rohr mit Wasser, um den Gewichtsverlust auszugleichen und das U-Boot so im Trimm zu halten.
Die heutigen SLBM können jeweils mehrere Gefechtsköpfe befördern. Diese einzelnen Sprengköpfe eines Multiple independently targetable reentry vehicle (MIRV) können auf jeweils eigene Ziele programmiert werden. Nachdem sich die Sprengköpfe aus dem MIRV gelöst haben, steuern sie unterschiedliche, voreingestellte Koordinaten an.
Mehrfachsprengköpfe verleihen jedem SSBN ein sehr großes Vernichtungspotential. Jede Trident II an Bord der Ohio- und Vanguard-Klasse kann zwölf Sprengköpfe tragen, der erste Strategic Arms Reduction Treaty (START I) erlaubt für die USA acht Gefechtsköpfe, so dass jedes U-Boot bis zu 192 Ziele angreifen kann. Der Strategic Offensive Reductions Treaty verlangt bis 2012 eine weitere Reduzierung der Sprengköpfe, weswegen die US Navy sich seit 2005 auf sechs Sprengköpfe pro Rakete beschränkt, weitere Reduzierungen sollen folgen. Selbst mit sechs W88-Sprengköpfen erreicht jede Rakete aber noch eine Sprengkraft von fast 3 Megatonnen TNT-Äquivalent. Damit liegt die Sprengkraft einer so bestückten Rakete beim 200-fachen der über Hiroshima abgeworfenen Bombe Little Boy. Ausgerüstet mit sechs W76 liegt die Sprengkraft bei noch 600 Kilotonnen. Tatsächlich befindet sich eine Mischung beider Typen an Bord jedes US-U-Bootes. Im Kalten Krieg fuhr jedes US-Raketen-U-Boot mit genug Zerstörungskraft, um alle sowjetischen Städte mit mehr als 200.000 Einwohnern zu vernichten.
Während des Kalten Krieges stieg die Anzahl der auf SSBN stationierten Sprengköpfe steil an. Gab es 1970 rund 650 amerikanische und 300 sowjetische Sprengköpfe für SLBM, so war deren Zahl um 1988 auf etwa 5600 (USA) bzw. knapp 3000 (UdSSR) angestiegen. Ermöglicht wurde diese Steigerung vor allem durch die Einführung der Mehrfachsprengköpfe in den 1970er Jahren. So konnte die US Navy ohne signifikante Steigerung der Abschussrohre die Sprengkopfzahl erhöhen, und auch die Verzehnfachung sowjetischer Sprengköpfe basiert nicht allein auf Flottenvergrößerungen. Mit dem Ende des Wettrüstens sanken diese Zahlen wieder, so hatten die USA 2009 noch rund 1150 und Russland etwa 600 einsatzbereite Sprengköpfe auf ihren SSBN stationiert.
Frankreich und Russland setzen Sprengköpfe mit ähnlicher Leistung wie der W76 ein, so dass die Zerstörungskraft einer Rakete mit mehreren Sprengköpfen um 500 Kilotonnen TNT-Äquivalent liegt. Die Royal Navy bestückt jede Trident mit drei Sprengköpfen zu je 100 Kilotonnen. Auf den chinesischen Raketen werden keine MIRV eingesetzt, die Sprengkraft liegt bei 200 bis 300 Kilotonnen pro Rakete. Die indische Marine will ihre SLBM mit einem Sprengkopf von rund 500 Kilotonnen ausrüsten.
2006 schlug das Verteidigungsministerium der Vereinigten Staaten auf Anraten des National Research Councils vor, eine Version der Trident II mit konventionellen Sprengköpfen zu entwickeln und auf den Booten der Ohio-Klasse einzusetzen, um in der veränderten Gefahrenlage nach dem Ende des Kalten Krieges auch mit nicht-nuklearen Langstreckenraketen etwa Terroristen angreifen zu können. Der Kongress verweigerte jedoch die Finanzierung des Projekts, unter anderem aus der Sorge, dass Russland und China den Start einer solchen konventionellen Trident für einen Atomschlag halten könnten. Die teilweise Abrüstung nuklearer Sprengköpfe würde so die Gefahr eines Atomkrieges ansteigen lassen.

### Kosten
Für die erste Generation des amerikanischen Fleet Ballistic Missile Programmes schätzte das US-Verteidigungsministerium unter Robert McNamara im Jahr 1961, dass jede Polaris A1 auf Station (also inklusive der umgelegten Kosten für die U-Boote) 9,7 Millionen USD kostet, im Vergleich zu 5 Millionen USD pro geplanter landgestützter mobiler Minuteman und 3,2 Millionen USD pro fest stationierter Minuteman. Trotz der höheren Kosten pro Rakete wurde das Programm sehr wohlwollend und als kosteneffektiv innerhalb des Ministeriums betrachtet, da das Polaris Waffensystem als unverwundbar betrachtet wurde.
Für die Sowjetunion lagen die Kosten Ende der 1970er/Anfang der 1980er Jahre bei 150 Millionen Rubel je Projekt 667BDR Boot (Delta III), ein Projekt 941 Boot (Typhoon) kostete das Land etwa das Dreifache, womit es die teuersten je von der Sowjetmarine in Dienst gestellte U-Boote waren.
Der Bau eines U-Bootes der Ohio-Klasse kostete 1985, also für die letzten Boote, 1,8 Milliarden US-Dollar. Die erste Einheit wurde noch mit 740 Millionen Dollar taxiert, die achte 1980 mit 1,12 Milliarden Dollar. Für das Trident-II-Programm hat das Congressional Budget Office der US-Regierung inklusive Entwicklung und Bau der Raketen sowie Bau, Betrieb und Unterhaltung der U-Boote, zwischen 1987 und 2030 Kosten von über 100 Milliarden Dollar nach Preisen von 1987 vorgesehen.
Die wesentlich kleinere Trident-Flotte der Royal Navy soll über ihre Lebensdauer rund 15 Milliarden Pfund nach Preisen von 2007 kosten. Der Ersatz für die Vanguard-Klasse könnte über ihre Lebenszeit bis zu 76 Milliarden Pfund verschlingen.
Eine einzelne Atomrakete vom Typ Trident II kostet in der Anschaffung rund 30 Millionen US-Dollar.
Die jährlichen Kosten für die französische SSBN Flotte liegen bei etwa 1,5 Milliarden Euro. Der Produktionsauftrag für die jüngste Generation an französischen U-Boot gestützten Raketen M51 an EADS hatte 2006 einen Wert von etwa 3 Milliarden Euro.

## Unfälle
Die Reaktoren der ersten SSBN der sowjetischen Hotel-Klasse waren im Vergleich zu westlichen Standards nur äußerst unzureichend abgeschirmt und weit fehleranfälliger. Entsprechend gab es von Beginn an Probleme. Die K-19 erlitt bereits 1961, kurz nach ihrer Indienststellung, ein Leck im Kühlwasserkreislauf des Reaktors, als sie bei Grönland fuhr. Eine Kernschmelze konnte nur dadurch verhindert werden, dass acht Seeleute direkt in die kontaminierte Reaktorkammer gingen und ein improvisiertes Notkühlsystem installierten. Sowohl diese acht als auch 13 weitere Seeleute wurden so stark verstrahlt, dass sie an den Folgen der Strahlung starben. 1968 sank mit der K-129 ein dieselelektrisches Raketen-U-Boot der Golf-Klasse aus ungeklärten Gründen im Pazifik. Die sowjetische Marine bemerkte nur die ausbleibenden Funksprüche des Bootes, das Wrack konnte sie aber nicht finden. Die US Navy hingegen hatte über SOSUS eine Explosion detektiert und den Untergangsort lokalisiert. Die CIA ließ daraufhin unter höchster Geheimhaltung die Hughes Glomar Explorer bauen und versuchte 1974 im Azorian-Projekt, das Wrack aus 5000 Metern Tiefe zu bergen, was teilweise auch gelang.
1985 soll nach Berichten ein chinesisches SSBN der Xia-Klasse gesunken sein, offiziell bestätigt wurde das jedoch nie. 1986 explodierte auf dem sowjetischen U-Boot K-219 nach einem Seewasserleck in einem Silo eine der ballistischen Raketen. Nachdem in der Folge auch hier Reaktorprobleme auftraten, musste der Matrose Sergei Anatoljewitsch Preminin in die Reaktorkammer, um den Reaktor manuell abzuschalten, und so eine Kernschmelze zu verhindern. Das gelang ihm, aber auch er starb an der Verstrahlung. Nachdem die K-219 drei Tage an der Wasseroberfläche getrieben hatte, sank sie schließlich.
Auf westlicher Seite gab es weit weniger schlimme Unfälle. Die George Washington rammte am 9. April 1981 bei einer Notauftauchübung im Ostchinesischen Meer den japanischen Frachter Nissho Maru. Das U-Boot tauchte nach der Kollision wieder ab, der Kapitän gab an, das Schiff sei offenbar nicht in Seenot gewesen. Durch das Loch, das das U-Boot in den Rumpf geschlagen hatte, strömte Wasser in den Maschinenraum, das Schiff sank. Zwei Besatzungsmitglieder starben, dreizehn weitere wurden nach 18 Stunden in einem Rettungsboot gerettet. Der Zwischenfall erzürnte die japanische Öffentlichkeit, Präsident Ronald Reagan musste sich offiziell für das Verhalten der US Navy entschuldigen, die USA zahlten später Entschädigungen.
Auf Grund der angewandten Strategie, U-Boote mit ballistischen Raketen wann immer möglich zu verfolgen, waren besonders im Kalten Krieg Kollisionen zwischen Jagd- und Raketen-U-Booten keine Seltenheit. Bekanntgewordene Beispiele sind die Zusammenstöße zwischen der Augusta und der K-279 (Delta-I-Klasse) 1986 oder der Grayling und der K-407 (Delta-IV-Klasse) 1993.
Eine absolute Ausnahme bildet die Kollision zwischen zwei Raketen-U-Booten, da diese selten in Verbänden operieren. Bekannt wurde ein Zusammenstoß zwischen der britischen Vanguard und der französischen Le Triomphant im Februar 2009 im Atlantik. Nach Darstellung der Royal Navy fuhren beide Boote in Schleichfahrt, die bekanntgewordenen Schäden lassen vermuten, dass die Triomphant die Vanguard mittschiffs gerammt hat. Der Unfall ist ein Beleg dafür, wie leise moderne SSBN geworden sind, da beide Boote trotz der geringen Entfernung einander offenbar nicht per Sonar orten konnten.